# バルカン半島
バルカン半島（バルカンはんとう、Balkan Peninsula）、またはバルカン（Balkans）は、東南ヨーロッパにある地理的領域であり、地理的・歴史的に様々な意味合いと定義付けの下で使用される概念である。名称はバルカン山脈からきている。この山脈はセルビアとブルガリアの国境から黒海沿岸まで、ブルガリア全土を横断している。バルカン半島は北西をアドリア海に、南西をイオニア海に、南と南東をエーゲ海に、そして東と北東を黒海によって区切られている。北側の境界は論者と文脈によって様々に定義されていて不定である。バルカン半島の最高地点はリラ山地にあるムサラ山（2925メートル）である。
バルカン半島という概念はドイツの地理学者アウグスト・ツォイネによって1808年に創り出された。彼はバルカン山脈がディナル・アルプス山脈と共にアドリア海から黒海まで東南ヨーロッパを区分していると誤認していた。この地域はかつてオスマン帝国の属領であり、バルカン半島という用語は19世紀にはヨーロッパ・トルコ（European Turkey）の同義語であった。バルカン半島という言葉は地理学的というよりもむしろ地政学的定義を持っており、この傾向は20世紀初頭にユーゴスラヴィア王国が成立するとさらに増した。バルカン半島を定義する自然境界が「半島」の学術的定義と一致していないため、現代の地理学者は「バルカン半島」という考え方を拒絶しており、通常はバルカンを「地域」として議論を行っている。この言葉には（特に1990年代以降）バルカニゼーション（バルカン化）のプロセスと関連して徐々に否定的・侮蔑的意味合いを含むようになっており、そのために東南ヨーロッパ（南東ヨーロッパ）という別の用語が使用されている。

## 名称

### 地名学
バルカン（Balkan）という言葉はオスマン語のbalkan（森深い山の連なり）から来ている。これに関連する用語は他のテュルク系言語でも見られる。このテュルク語の単語の語源ははっきりしないが、恐らくペルシア語のbālk（泥）とテュルク語の接尾辞an（湿地の森）、またはペルシア語のbalā-khāna（巨大で高い家）と結びつけられるだろう。

### 歴史的地名と意味

#### 古典古代と中世初期
古典古代から中世までを通じて、バルカン山脈は現地のトラキア語名であるハイモスという名前で呼ばれていた。ギリシャ神話によれば、このトラキアの王ハイモスはゼウスによって罰として山に変えられ、その山に彼の名前が残されたという。語源説も提案されており、D. Dechevはこのハイモス（Haimus、Αἵμος）はトラキア語の*saimon（山の尾根）から派生したと主張している。ハイモスがギリシャ語のhaima（αἷμα、血液）から派生したという説もある。この神話はゼウスと怪物/巨人のテュポーンとの戦いに関するもので、ゼウスは雷撃によってテュポーンを負傷させ、その血が山の上に落ちたため、血を意味する単語から山の名前がつけられたという。

#### 中世後期とオスマン帝国時代
バルカンという地名への言及の最も早い例は14世紀のアラブの地図に見られ、ハイモス山地がバルカン（Balkan）という名前で示されている。西欧において「バルカン」という名称でこのブルガリアにある山地を指して使用していることが証明される最初の用例は、1490年にイタリアの人文学者・作家・外交官であるBuonaccorsi Callimacoが教皇インノケンティウス8世へ向けて送った手紙の中にあるものである。オスマン帝国による最初の用例は1565年の日付を持つ文書にあるものである。他のテュルク系部族が既にこの半島に居住するか、あるいは通過していたが、バルカンという用語でこの地域をさしたこれよりも古い文書は存在しない。バルカンの名はまた、初期のブルガール人のテュルク語に起源をもつという説も主張され、ブルガリアで人気がある。しかし、これは非学術的な俗説に過ぎない。バルカンという名称はオスマン帝国のルメリアで使用されており、Kod̲j̲a-Balkan、Čatal-Balkan、Ungurus-Balkani̊のように山一般を示す意味で使用されていたが、特にハイモス山地を指して使用される場合が多かった。この名前は中央アジアにもBalkan Daglary（バルカン山地）、およびトルクメニスタンのバルカン州の名称として残存している。イギリス人旅行者ジョン・モリットはこの名称を18世紀の終わりにイギリス文学に導入し、またほかの著作家もアドリア海と黒海の間の広い地域を指す名称として使用するようになった。「バルカン」の概念はドイツの地理学者アウグスト・ツォイネによって1808年に創り出された。彼はバルカン山脈がアドリア海から黒海まで延びる東南ヨーロッパの中核的山岳地形であると誤って認識していた。1820年代の間に「イギリスの旅行者の間で、なおハイモスと併用されている状況ではあったものの、バルカンという名称は優先的に使用される地名となった。...古典的な地名に慣れ親しんでいないロシア人旅行者の間ではバルカンは好んで使用された用語であった。」

### 19世紀と20世紀における概念の進化
バルカンという用語は19世紀半ばまで一般的に地理学的文献では使用されていなかった。これはカール・リッターのような科学者たちが、バルカン山脈より南側だけが半島と考えることが可能であり、これは「ギリシャ半島」と改名されるだろうという注意喚起を行っていたためである。ツォイネに同意しない他の目立った地理学者たちにはヘルマン・ワーグナー、テオバルド・フィッシャー、マリオン・ニュービアン、アルブレヒト・ペンクがおり、同時にオーストリアの外交官ヨハン・ゲオルク・フォン・ハーンは1869年にバルカン地域を「Südostereuropäische Halbinsel（南東ヨーロッパ半島）」という言葉で表した。バルカンという用語が一般的に受け入れられなかった別の理由には、ヨーロッパ・トルコという用語が同一の領域を定義していたことがある。しかし、ベルリン会議（1878年）の後には新たな用語が政治的に必要とされ、徐々にバルカンという用語が定着していった。だが、バルカンの地図上の北境はセルビアとモンテネグロにあり、ギリシャは含まれていなかった（バルカンとはヨーロッパのオスマン帝国支配下にある部分のみを描写するものであった）。また、ユーゴスラヴィアの地図ではクロアチアとボスニアが含まれていた。バルカン半島という用語はヨーロッパ・トルコの同義語であり、その政治的境界はかつてのオスマン帝国の属領のものであった。
バルカンという言葉の使用法は19世紀末から20世紀の始まり頃に変化し、その用法はセルビアの地理学者たち（最も注目されるのはヨヴァン・ツヴィイッチ）によって受け入れられた。これは南スラヴの領域全てに対する権利を主張するセルビア民族主義を背景とした政治的理由からくるものであった。セルビア民族主義においては南スラヴの人類学的、民族学的研究も通して様々な民族主義的・人種主義的理論が展開された。このような政策とユーゴスラヴィアの地図を通して、バルカンという用語は現代のような地理的領域を説明する用語として確立された。この用語は19世紀後半から第一次世界大戦後のユーゴスラヴィア（1918年当初はセルブ・クロアート・スロヴェーン王国）の建設にいたる政治的変動を受けて、初期の地理的意味合いから遠く離れた政治的・民族主義的意味を獲得した。1991年6月から始まったユーゴスラヴィア崩壊の後、「バルカン」という用語は（特にクロアチアとスロヴェニアにおいて）ネガティブな政治的意味合いを持つようになり、世界的にも武力衝突と領土の断片化を指して自然に使用されるようになった（バルカニゼーションを参照）。

### 東南ヨーロッパ
「バルカン」という言葉が内包する歴史的・政治的意味合いなどのために、特にバルカンの西半で争われた1990年代のユーゴスラビアの紛争のために、「東南ヨーロッパ」という用語がますます好まれるようになっている。1999年のヨーロッパ連合（EU）のイニシアティブは南東欧安定化協定と呼ばれ、オンライン紙『バルカン・タイムズ（Balkan Times）』は2003年に『サウスイースト・ヨーロピアン・タイムス（Southeast European Times）』に改名した。

### 現在
各国の言語でこの地域（半島）は以下のように呼ばれている。
- インド・ヨーロッパ語族
  - スラヴ語派
    - ブルガリア語: Балкански полуостров、ラテン文字翻字：Balkanski poluostrov
    - マケドニア語: Балкански Полуостров、ラテン文字翻字：Balkanski Poluostrov
    - セルビア・クロアチア語: Balkansko poluostrvo, Балканско полуострво; Balkanski poluotok, Балкански полуоток
    - スロベニア語: Balkanski polotok

  - ロマンス語派
    - ルーマニア語: Peninsula Balcanică

  - その他の語派
    - アルバニア語: Gadishulli Ballkanik、およびSiujdhesa e Ballkanit
    - ギリシア語: Βαλκανική χερσόνησος、ラテン文字翻字：Valkaniki chersonisos
- テュルク語族
  - トルコ語: Balkan Yarımadası、またはBalkanlar

## 定義と境界

### バルカン半島

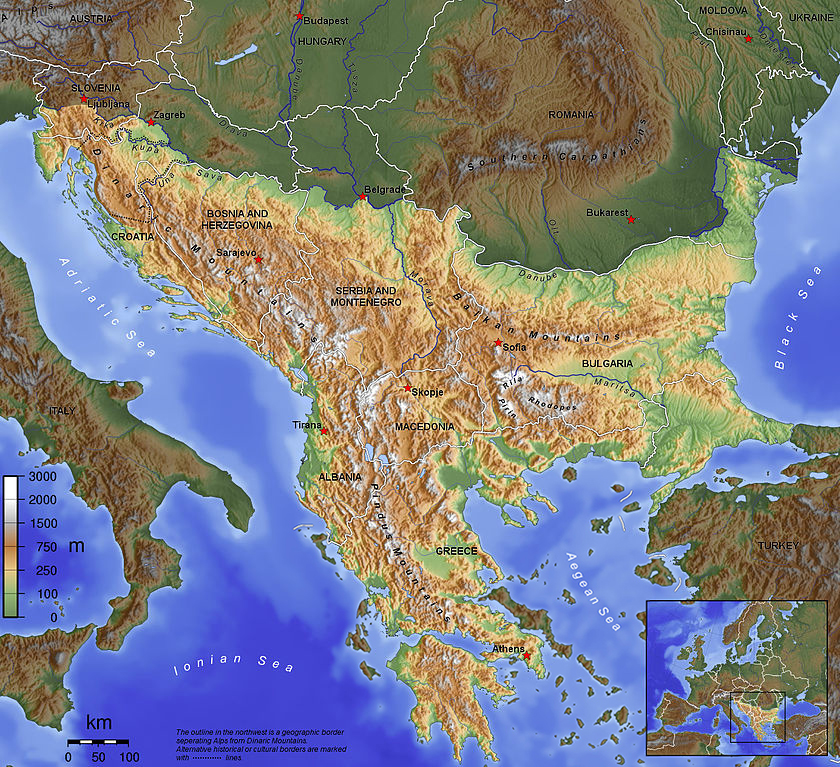
Vipava (river)}クルカ川-サヴァ川-ドナウ川の線を境界として定義づけられたバルカン半島

バルカン半島は西をアドリア海、南を地中海（イオニア海とエーゲ海を含む）とマルマラ海に、東を黒海によって区切られている。北側の境界は常に論争の種であり、文脈により論者により様々な定義が用いられる。20世紀初頭のセルビア人地理学者・民族学者ヨヴァン・ツヴィイッチはドナウ川とサヴァ川を北限とし、ツォイネはバルカン山脈（彼の考えではディナル・アルプス山脈まで続いていた）を北限としていた。現代のハンガリーとルーマニア、そしてスロベニアをバルカン半島（あるいはバルカン）に含めるかどうかも重要な問題であるが一定の基準は存在しない。バルカンと呼ばれる領域は多少の違いはあるものの、東南ヨーロッパとして知られる領域とほぼ同じである。
1920年から第二次世界大戦まで、イタリアはイストリアとダルマツィアの複数の地域（ザラ、現：ザダルなど）といったバルカン半島の一般的な定義の中に含まれる領域を保有していた。現代のイタリアの領土ではトリエステ近郊の極小さな領域だけがバルカン半島の中にある。しかし、イタリアの地理学者たちは通常バルカンの西の境界をクパ川と定義し、トリエステおよびイストリア地域をバルカンの一部とはみなしていない。

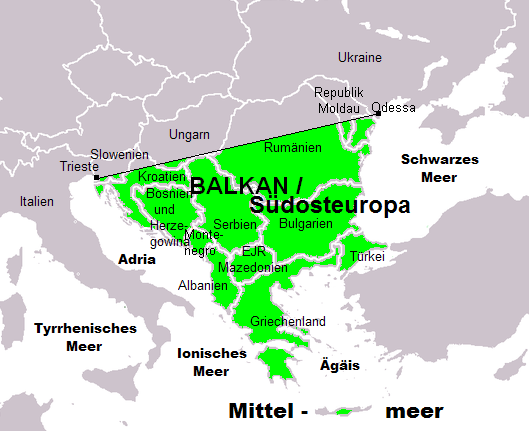
バルカン半島の最も広く通用している定義では、3辺が海域によって区切られ、残る4番目の辺は線で接続して区切られている。

ドナウ川-サヴァ川を境界とした時の各国の自国領土総面積に対するバルカン半島のシェア（括弧内は比率）。ブルガリアとギリシャでほぼバルカン半島の半分の領域を占める。
全領土がバルカン半島内：
- アルバニア: 28,749 km2 (100%)
- ボスニア・ヘルツェゴビナ: 51,180 km2 (100%)
- ブルガリア : 110,993.6[34][35] km2 (100%) (108,596[36] km2 (100%))
- コソボ*[a]: 10,908 km2 (100%)
- 北マケドニア: 25,710 km2 (100%)
- モンテネグロ: 13,810 km2 (100%)

大部分・または一部のみバルカン半島内
- クロアチア（本土南部）: 24,013 km2 (46%)[37][38]
- ギリシャ（ギリシャの地理）: 110,496 km2 (83%) (103,410 km2[39] (80%))
- イタリア（トリエステ および モンファルコーネ）: 200 km2 (0.1%)
- ルーマニア（ドブルジャ主要部）: 11,000 km2 (5%)
- セルビア（中央セルビア（英語版）） 51,000 km2 (65%)
- スロベニア（南東部）: 5,000 km2 (25%)
- トルコ（ヨーロッパ部）: 22,764 km2 (3%)

### バルカン諸国
「バルカン諸国（the Balkans）」はより一般的にこの地域を指す用語として用いられる。この言葉で呼ばれる地域は「バルカン半島」の領域を越えて広がっており、また半島自体の地理によって定義されていない。
バルカン諸国には通常アルバニア、ボスニア・ヘルツェゴビナ、ブルガリア、クロアチア、コソボ[a]、北マケドニア、モンテネグロ、ルーマニア、セルビア、ギリシャ、そしてスロベニアが含まれると言われている。これらの総面積は普通、666,700平方キロメートル（257,400平方マイル）とされており、総人口は59,297,000人（2002年推計）である。
イタリアはバルカン半島の極一部を保有しているが、「バルカン諸国」の範囲に含まれることはない。
「東南ヨーロッパ」という用語もまたこの地域を指して使われ、多様な定義を持つ。個々のバルカン諸国もまた南ヨーロッパや東ヨーロッパといった他の地域の一部であるともみなされている。クロアチア、ルーマニア、セルビア、スロベニアはまた頻繁に中央ヨーロッパの一部ともみなされる。トルコはしばしばヨーロッパの一部に含まれるが、同時に西アジアまたは西南アジアの一部でもある。

### 西バルカン

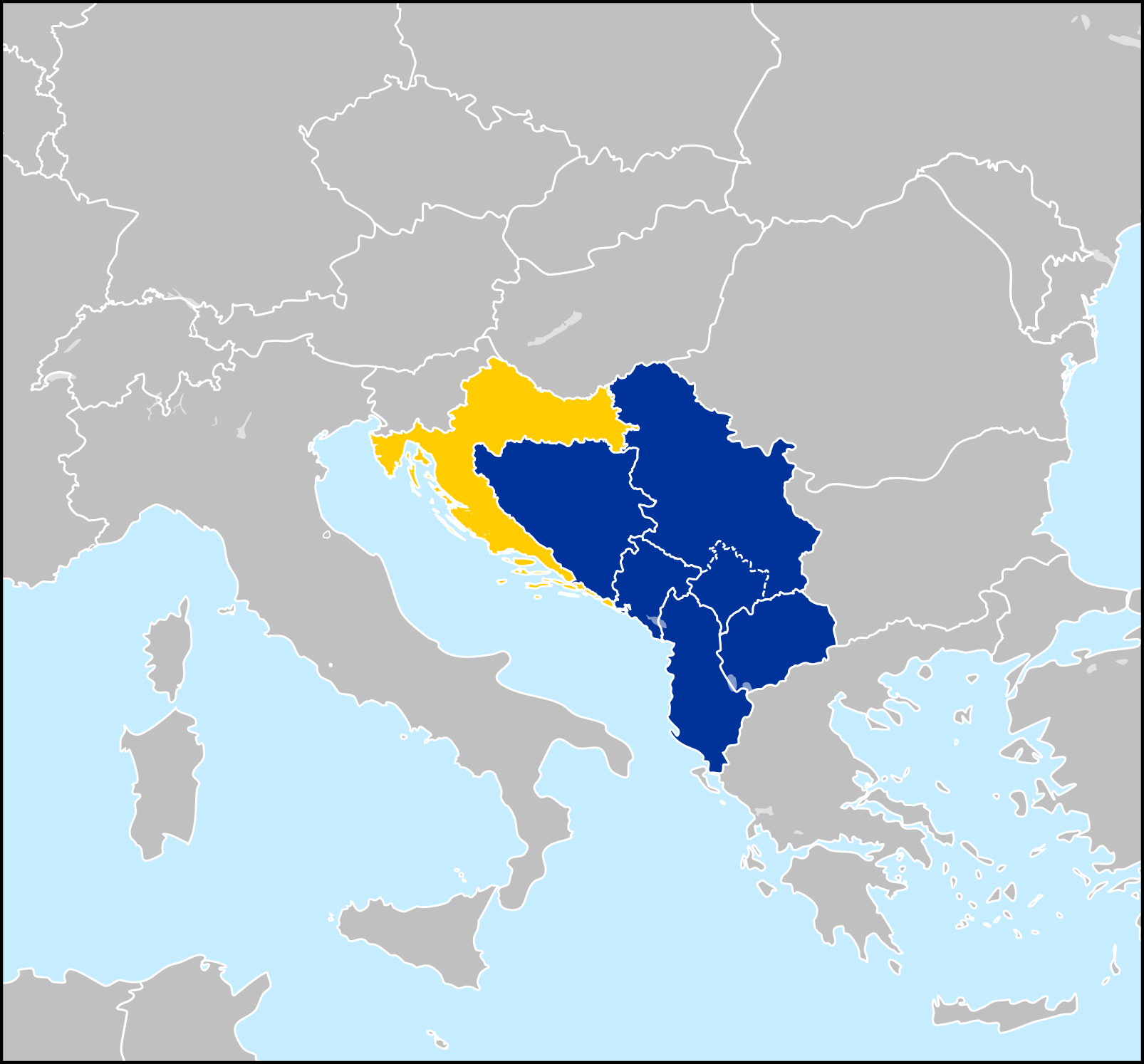
西バルカン諸国 - アルバニア、ボスニア・ヘルツェゴビナ、クロアチア、北マケドニア、モンテネグロ、セルビア。一部の国から承認されているコソボも含まれている。クロアチアは2013年にEUに加わった。

西バルカン諸国（Western Balkans）はスロベニアを除く旧ユーゴスラビア諸国とアルバニアを指し示すために作られた政治的な新語であり、1996年頃から使用されている。
ヨーロッパ連合（EU）の諸機関は一般に「西バルカン諸国（Western Balkans）」という用語をEUに加盟していないバルカン地域という意味で使用しており、それ以外では地理的側面において使用されている。
西バルカン諸国はそれぞれ、将来のヨーロッパ連合の拡大の対象となることを目標に、民主主義と情報伝達の得点目標（transmission score）を達成することを目指している。しかし、それが達成されるまでに、これらの国々はEU加盟前のプログラムであるCEFTAで強く結びつけられるであろう。西バルカン諸国の一部と考えられていたクロアチアは2013年7月にEUに加盟した。

## 地理的定義に対する批判
バルカン半島という用語はヨーロッパ南東部の多民族の政治的領域を指し示す用語として、地理的ではなく地政学的に定義されているという批判がある。地理学的用語としての半島は水域による境界が陸地境界よりも長くなければならず、また陸地側の境界はそれを構成する三角形の中で最短でなければならない。だが、これはバルカン半島に当てはまらない。オデッサからマタパン岬（約1230-1350キロメートル）と、トリエステからマタパン岬まで（約1270-1285キロメートル）という東と西の水域の隣辺はトリエステからオデッサに至る陸地の隣片（約1330-1365キロメートル）よりも短い。学術的に半島であると言い切るには大陸とつながる陸地の境界線が長すぎる。オデッサからの距離はトリエステよりもバルト海沿岸のシュテッティン（920キロメートル）やロストック（950キロメートル）が近いが、それでもその西側の陸地は別個のヨーロッパ半島とはみなされていない。19世紀末-20世紀初頭の文献においては、半島と大陸の間の正確な境界が知られていなかったので,、河川がそれを定義しているものとみなしてよいかどうかという問題もある。研究においては、バルカンの自然境界、特にその北部の境界はしばしば言及を避けられ、André Blancは『バルカンの地理（Geography of the Balkans）』（1965年）で「厄介な問題」としている。また、ジョン・ランプ（John Lampe）とマーヴィン・ジャックマン（Marvin Jackman）は『バルカン経済史（Balkan Economic History）』（1971年）において、「現代の地理学者たちは『バルカン半島』という古い考え方を捨て去ることに合意していると思われる」と述べている。バルカン山脈の大部分が北部ブルガリアに位置していることからバルカンという名前には別の問題がある。この山脈はディナル・アルプス山脈と異なり、その長さと領域において地域を支配するような地形ではない。最終的な結論としてバルカン半島は「ギリシャ＝アルバニア半島（Greek-Albanian Peninsula）」と名付けられ得るであろうバルカン山脈の南側の領域と考えることができるが、しかしギリシャは地理学的にも国際関係においてもバルカンとは別枠で取り扱われることも珍しくない。バルカン半島という用語は「東南ヨーロッパ」の意味に影響を与えているが、この用語もまた地理的要因による明確な定義はされておらず、その境界はつまるところバルカンの歴史的な境界である。
クロアチアの地理学者とアカデミズムはバルカンの地理学的、社会政治学的、歴史学的文脈の中にクロアチアを包含することについて極めて批判的であり、同時に「西バルカン諸国」という新造語はヨーロッパの政治権力によるクロアチアへの侮辱として認識されている。M. S. Altićによれば、この「西バルカン諸国」という用語には2つの異なる意味があり、「1つは地理学的意味であって、これは究極的には未だ定義されていない。もう1つは文化的意味であって、これは極めてネガティヴであり、また近年の政治的状況に強い影響を受けている」という。クロアチア大統領コリンダ・グラバル＝キタロヴィッチは2018年に、「西バルカンという用語は地理的意味だけではなく、ネガティヴな意味合いを含むため使用しない。西バルカンと呼ばれる地域はヨーロッパの一部であり東南ヨーロッパと呼ぶべきことが知覚されねばならない」と声明を出した。

## 自然と天然資源

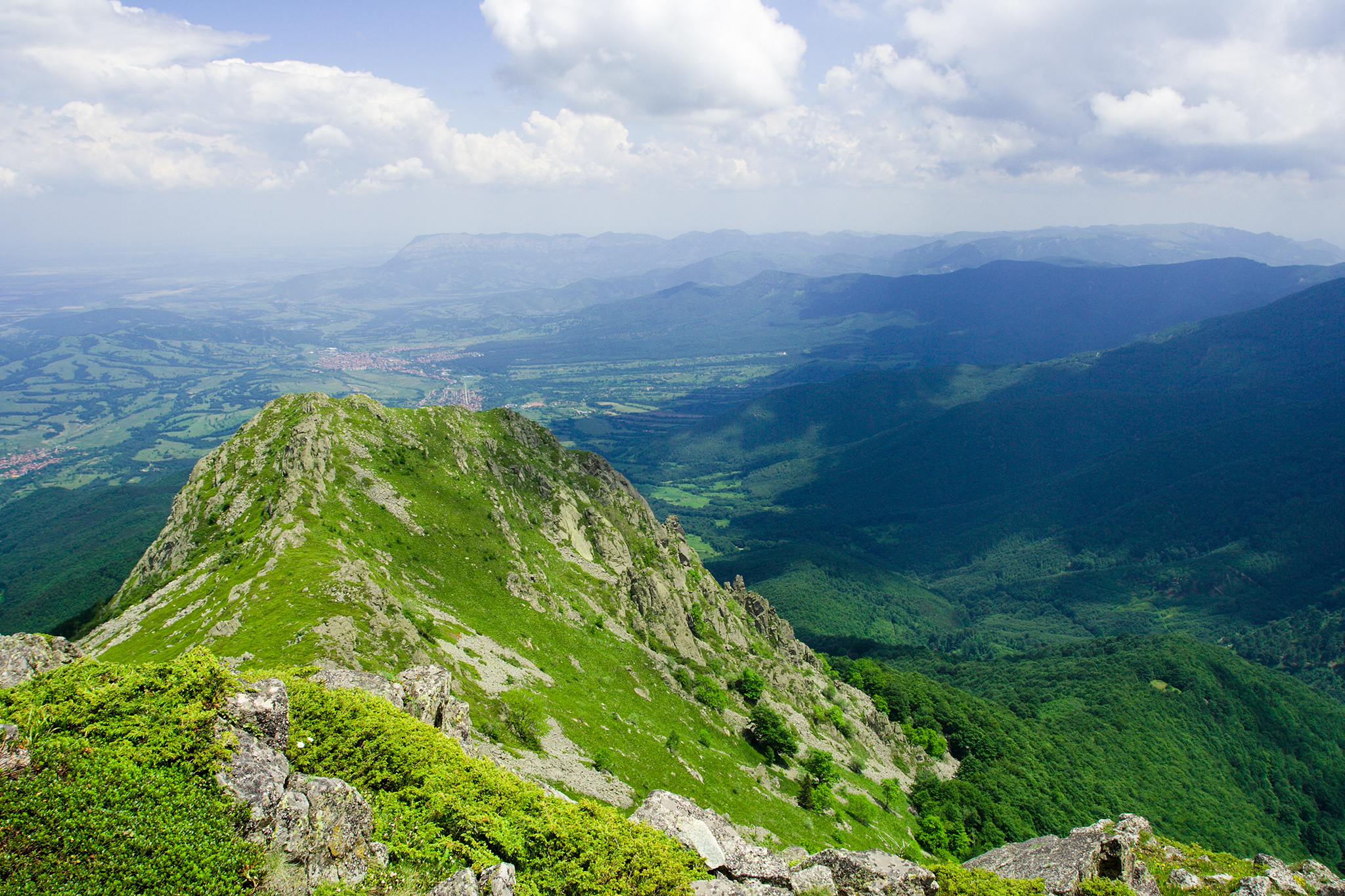
バルカン山脈（Stara Planina）のパノラマ。最高地点は標高2,376メートルのボテフ峰。

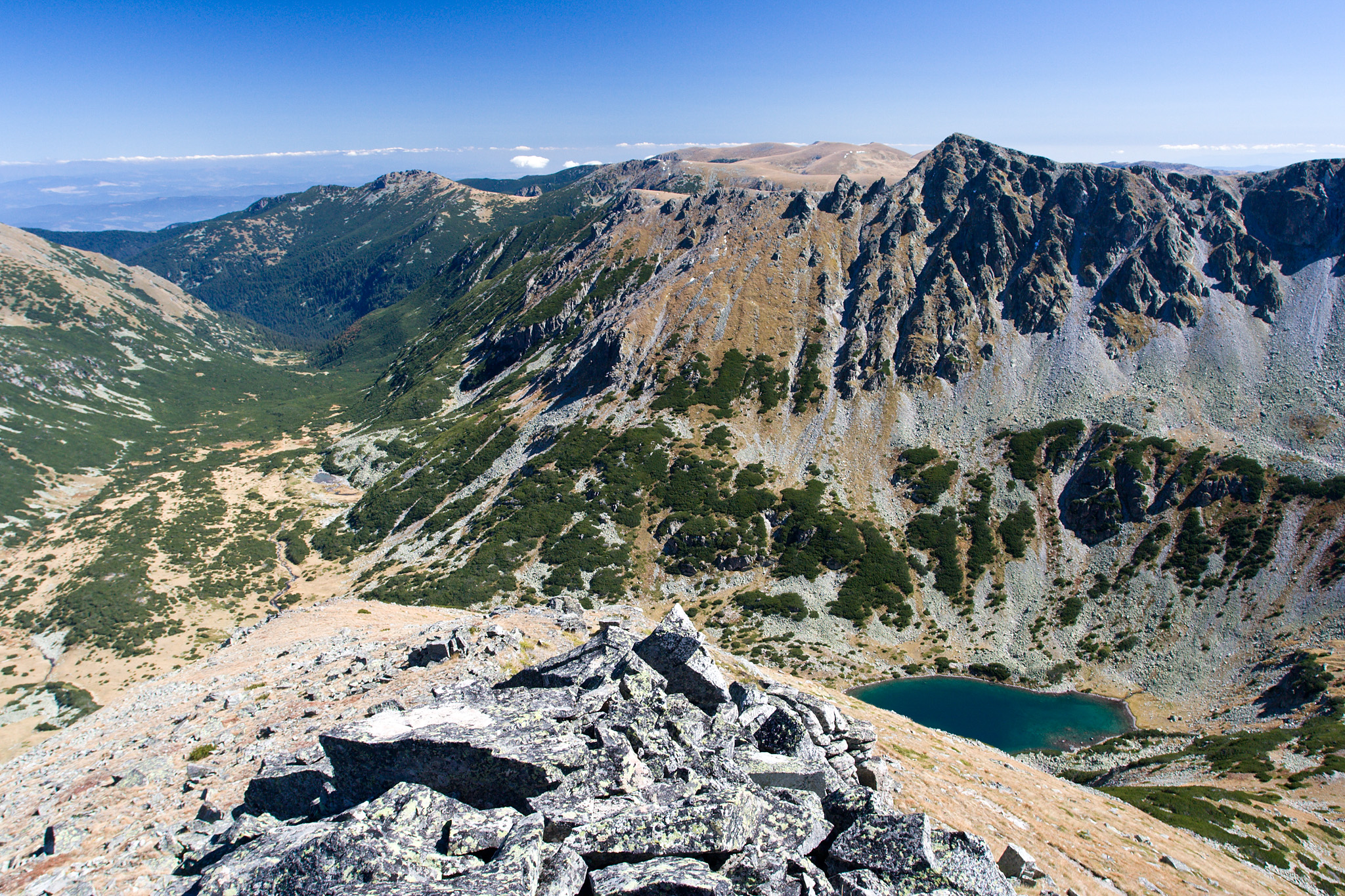
バルカンで最も高い山、リラ山脈の方角を見る。標高は2,925メートルに達する。

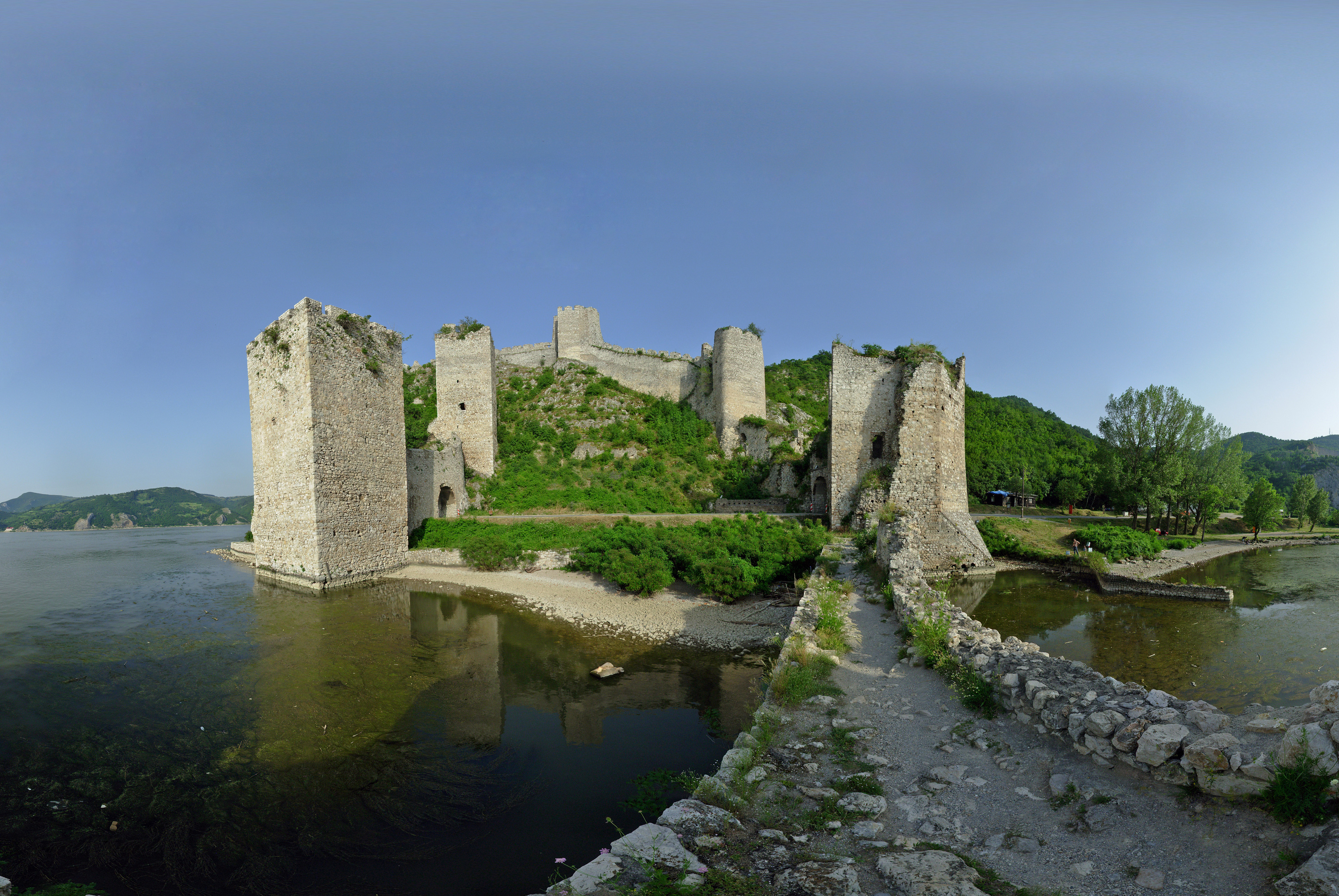
セルビアのゴルバツ要塞。バルカンのドナウ川前線を守る。

バルカンの大部分は北西から南東に向けて走る山岳地帯に覆われている。主たる山地はバルカン山脈であり、ブルガリアの黒海沿岸からセルビアの国境線まで伸びる。ロドピ山脈がブルガリア南部と北部ギリシャに、ディナルアルプス山脈がボスニア・ヘルツェゴヴィナ、クロアチア、そしてモンテネグロに伸びている。シャル山脈の山地がアルバニアから北マケドニアにかけて、ピンドス山脈が南アルバニアから中央ギリシャにかけて、プロクレティエ山地（アルバニア・アルプス）まで広がっている。バルカンの最も高い山はブルガリアのリラ山脈のムサラ山であり、標高は2925メートルである。ギリシャにあるオリンポス山は標高2917メートルで第二位であり、ブルガリアのヴィフレン山が標高2914メートルで第3位である。カルスト地形またはポリエはバルカンの山地の景観における一般的な特徴である。
バルカンのアドリア海とエーゲ海の沿岸の気候は地中海性であり、黒海沿岸では温暖湿潤気候と海洋性気候、内陸部では湿潤大陸性気候となる。バルカン半島の北部と山岳地帯では冬は冷え込み降雪がある。一方で夏は暑く乾燥している。南部の冬は穏やかである。具体的には、ボスニア・ヘルツェゴヴィナ、北部クロアチア、ブルガリア、コソヴォ、北マケドニア、北部モンテネグロ、アルバニア内陸部、そしてセルビアは湿潤大陸性気候が優勢であるが、それ以外の地域ではそうではない。温暖湿潤気候と海洋性気候の地域はブルガリアとヨーロッパ・トルコの黒海沿岸で見られる。アルバニア沿岸部とクロアチア沿岸部、ギリシャ、南部モンテネグロ、ヨーロッパ・トルコのエーゲ海沿岸部は地中海性気候である。
数世紀に渡り森林の伐採が進み、植生は低木に切り替わった。バルカン南部と沿岸部では常緑樹の植生がある。内陸部の木々は典型的な中央ヨーロッパのそれ（オークとブナ、山地ではトウヒとモミ、そしてマツ）である。山地の森林限界線は標高1800メートルから2300メートルにある。バルカンの土地は多くの固有種の生息地となっている。また極めて豊富な昆虫と爬虫類の生息地ともなっており、多様な猛禽類と貴重なハゲタカの食糧源となっている。
土壌は一般的に痩せている。天然の草原が広がる平野部は例外で、肥えた土壌と温暖な夏のため耕作に適している。それ以外の土地では、山地、酷暑、土壌の貧困のために農業はほとんど成立しないが、オリーヴやブドウなど特定種の生産は栄えている。
相当量の石炭、鉛、亜鉛、クロム、そして銀の鉱床があるコソヴォを例外として、エネルギー資源は乏しい。炭鉱は他の地域、特にブルガリア、セルビア、ボスニアにも存在する。亜炭の鉱床はギリシャに広く存在する。ギリシャ、セルビア、アルバニアの石油埋蔵量は少ない。天然ガスのガス田もまた乏しい。水力は広く利用され、1,000以上のダムが存在する。しばしば吹き付けるボーラ（この地域で北、北東から吹く滑降風）も風力発電に活用されている。
その他の資源と比べ金属資源はより豊富である。鉄鉱石は希少であるが、いくつかの国には多量の銅、亜鉛、スズ、クロム鉄鉱、マンガン、マグネシウム、そしてボーキサイトが存在する。これらの一部は輸出されている。

## 歴史と地政学的重要性

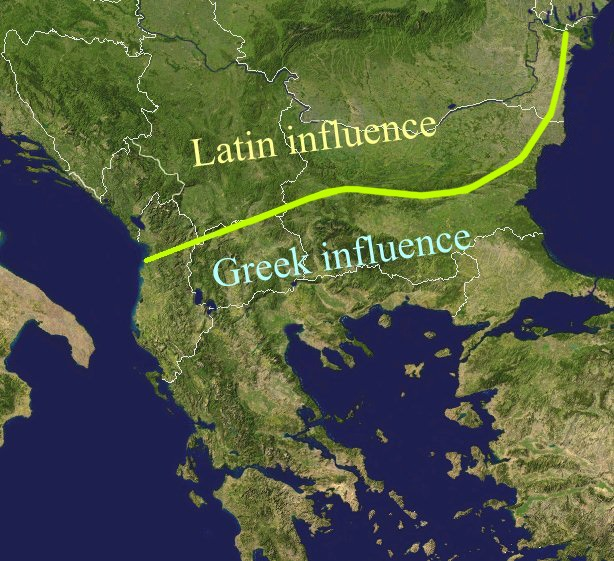
イレチェク線

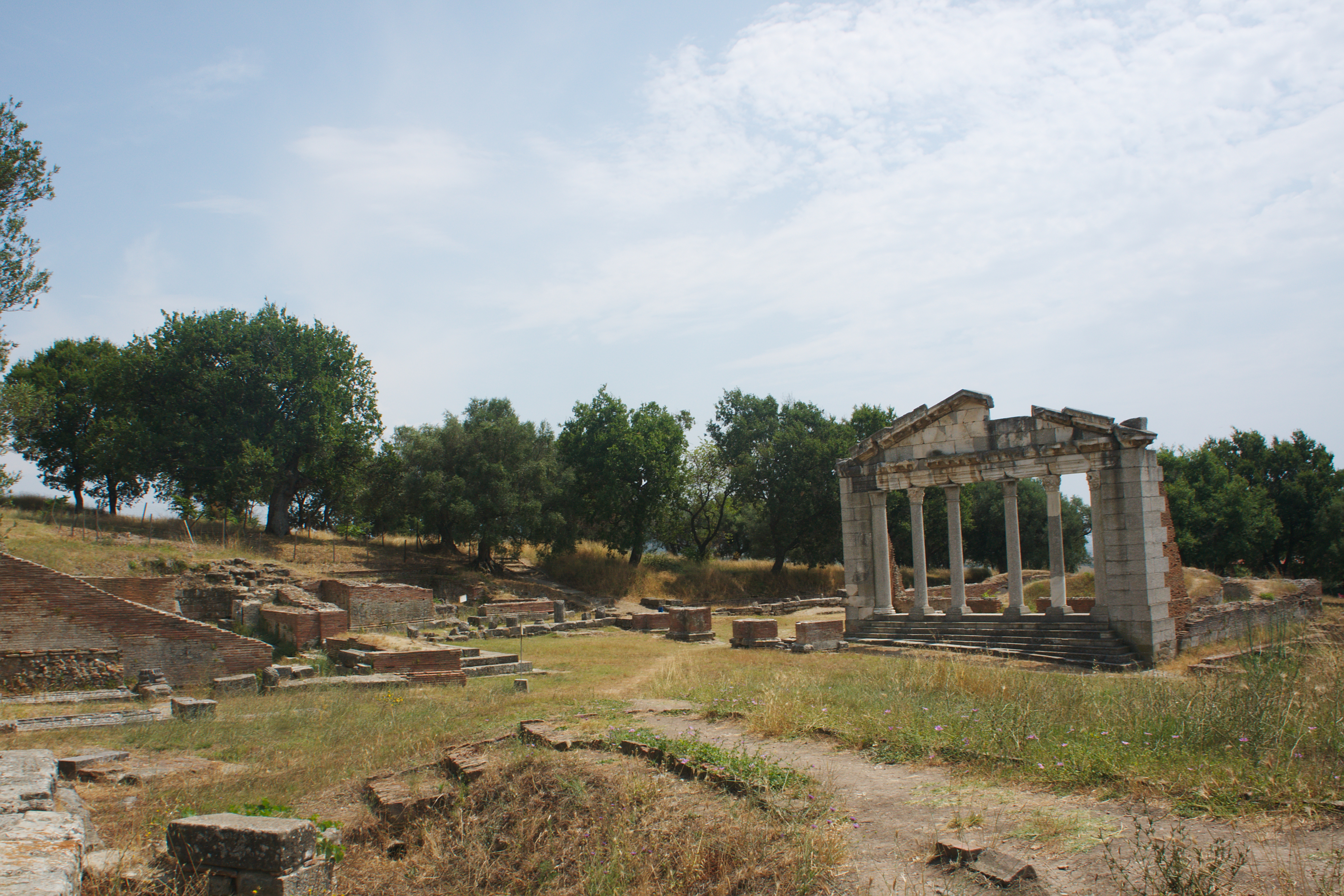
アポロニアの遺跡。アルバニア、フィエル近郊。

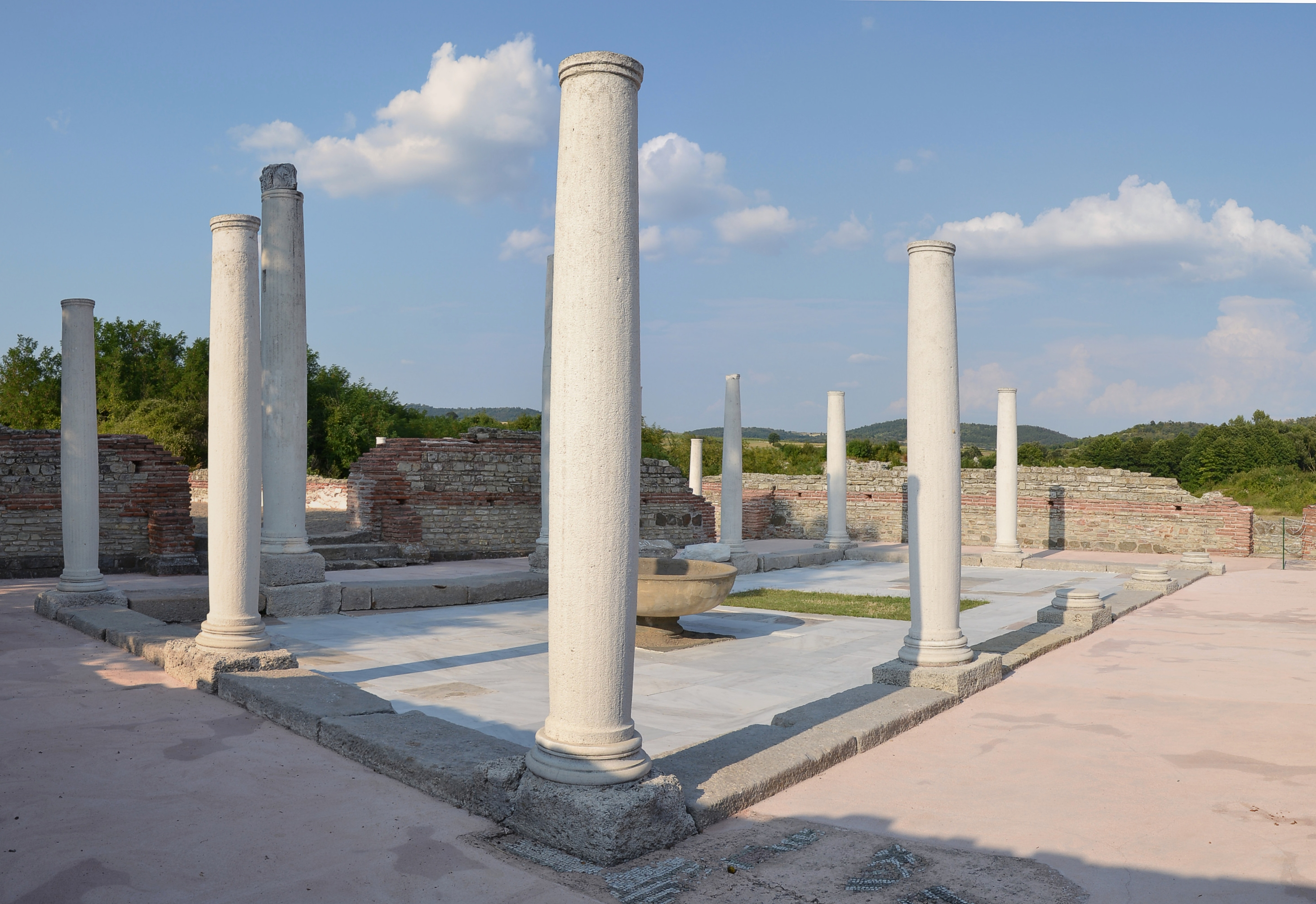
ローマ時代の宮殿フェリクス・ロムリアーナの遺跡。UNESCO、セルビア。

### 古典古代
バルカン地方は新石器時代の農耕文化がヨーロッパで最初に到来した地方である。バルカンには旧石器時代から人類が居住しており、新石器時代（紀元前7千年紀）の間に中東からヨーロッパへバルカンを経路として農業が伝わった。穀物を栽培し家畜を育てる習慣は肥沃な三日月地帯からアナトリアを経てバルカンに伝わり、特にこの半島を通じてさらに西と北へ、中央ヨーロッパへと広がった。スタルチェヴォ文化とビンチャ文化という、二つの初期の文化的複合体がバルカンで発達した。バルカンはまた、最初の先進的な文明を育んだ場所でもある。ビンチャ文化はシュメール文明とミノア文明以前に原文字の形態を発達させた。これはOld European scriptとして知られている。これに使用されるシンボルの大半は前4500年から前4000年の間に創られたが、タルタリアの粘土板にあるものは前5300年頃まで遡る。
バルカンという概念の素性（identity）はその地理的位置によって支配されている。歴史的にこの地域は文化の十字路であった。この地はローマ帝国におけるラテンとギリシャの境界であり、異教徒ブルガール人とスラヴ人の大規模な移住先でもあった。同時に正教会とカトリックという2つのキリスト教宗派が向き合う場であり、イスラーム教とキリスト教の間の邂逅の場でもあった。
前古典期と古典古代にはバルカン地域はギリシャ人、イリュリア人、パエオニア人、トラキア人、ダキア人、そして他の古代の「民族」の居住地であった。ハカーマニシュ朝（アケメネス朝）の版図には前6世紀末と前5世紀前半の間バルカンのマケドニア、トラキア、ブルガリア、そしてルーマニアの黒海沿岸地方が含まれていた。ローマ帝国による征服の後半にはローマ文化とラテン語がバルカンの大部分に普及したが、重要な部分ではなお古代ギリシャの影響の下にあった。ローマ帝国はロドピ山脈をハエムス半島の北限だと考えており、ラテン語とギリシャ語の使用も同じ境界が適用される（後にイレチェク線と呼ばれた）。しかし、イレチェク線の南側の空間の大部分に過去も現在もロマンス語話者のヴラフ人（アルーマニア人）が居住している。ブルガール人とスラヴ人は6世紀頃に到来して1つに同化し始め、なおかつ既に（ローマ化とヘレニズム化を通じて）一体化していたバルカン北部と中央部の古い住民たちを追放し、ブルガリア帝国を形成した。中世の間、バルカンは東ローマ帝国とブルガリア人の帝国の一連の戦争の舞台となった。

### 近代
16世紀の終わりまでに、オスマン帝国はアナトリアからトラキアを経由してバルカンに拡張し、この地域の支配権力となった。バルカンの多くの住民はこのオスマン帝国の拡張と後退の時代に偉大な民族的英雄を置いている。例えば、ギリシャ人はコンスタンティノス11世パレオロゴスとテオドロス・コロコトロニス。セルビアはミロシュ・オビリッチとラザル・フレベリャノヴィチ、モンテネグロ人はĐurađ I Balšićとイヴァン・ツルノイェヴィチ、アルバニア人はジェルジ・カストリオティ・スカンデルベグ、マケドニア人はNikola Karev、とゴツェ・デルチェフ、ブルガリア人はヴァシル・レフスキ、Georgi Sava Rakovski、フリスト・ボテフ、そしてクロアチア人はニコラ・シュビッチ・ズリンスキと言った具合である。

1796年以降のバルカンの政治的境界線の変遷

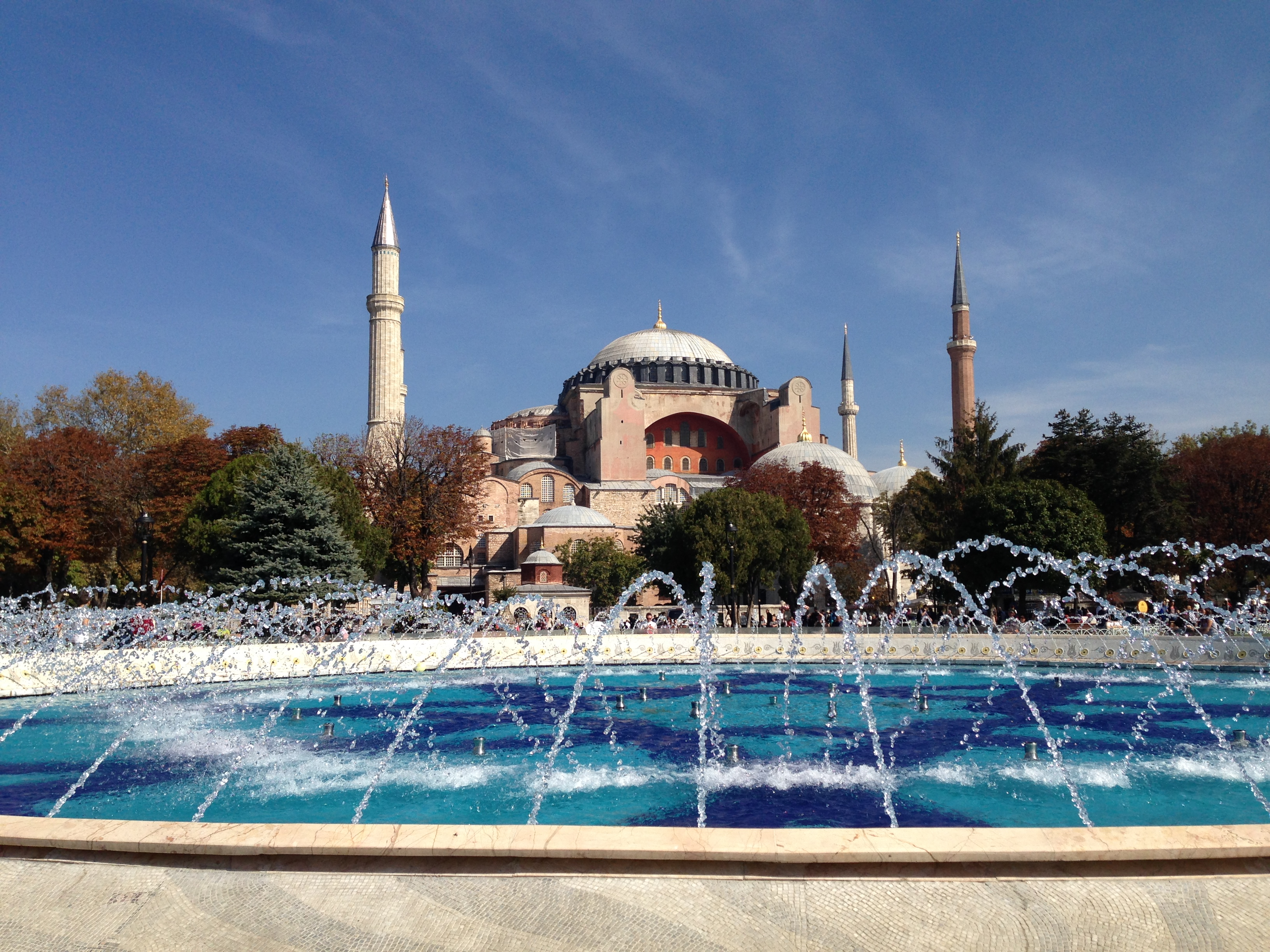
6世紀にコンスタンティノープル（現在のトルコ領イスタンブル）に建設された正教会のアヤ・ソフィア寺院。後にスルタンのモスクとなり、現在は博物館である。

過去数世紀に渡り、頻繁にヨーロッパ内でのオスマン帝国の戦争がバルカン及びその周辺で戦われたことと、オスマン帝国がヨーロッパの商業的発展の中枢から（ヨーロッパの商業と政治の中心が徐々に大西洋に移動したことを反映して）比較的孤立していたために、バルカン諸国はヨーロッパの中でも発展が遅れた地方となった。Halil İnalcıkによれば、「バルカン諸国の人口はある推計によれば、16世紀後半にはピークの800万人から減少し、18世紀半ばには300万人しかいなかった。この推計はオスマン帝国の文書史料に基づいている。」
バルカンの国民国家の大部分は19世紀から20世紀初頭にかけてオスマン帝国かオーストリア＝ハンガリー二重帝国から独立して登場した。ギリシャは1821年、セルビアとモンテネグロは1878年、ルーマニアは1881年、ブルガリアは1908年、アルバニアは1912年である

### 現代史

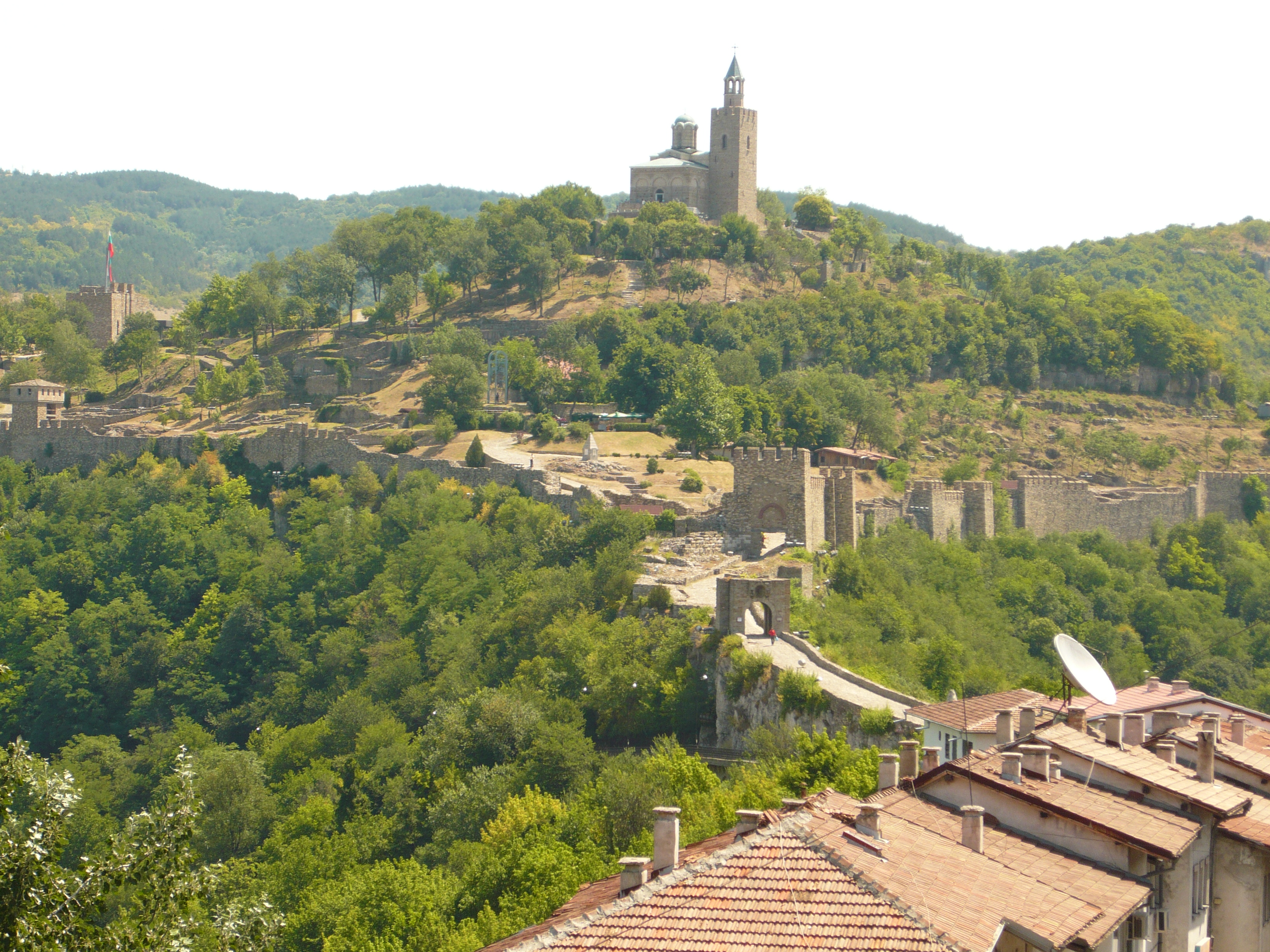
ツァレヴェッツ要塞。中世にはブルガリア帝国の首都にある要塞であった。ヴェリコ・タルノヴォ

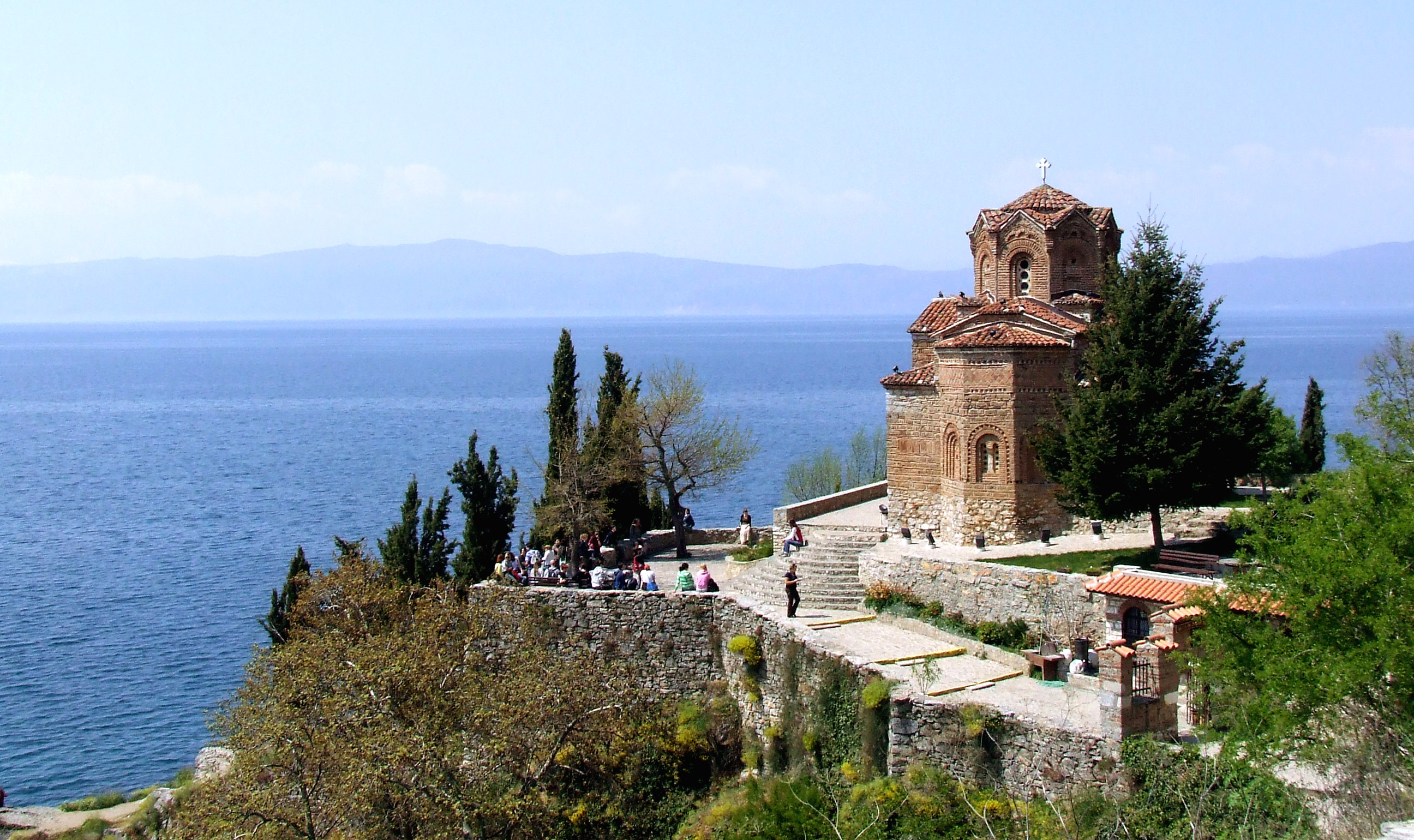
13世紀に建造された、カエノの聖ヨハネ教会とマケドニアのオフリド湖。この湖と都市は1980年にUNESCOの世界遺産に登録された。

#### 世界大戦

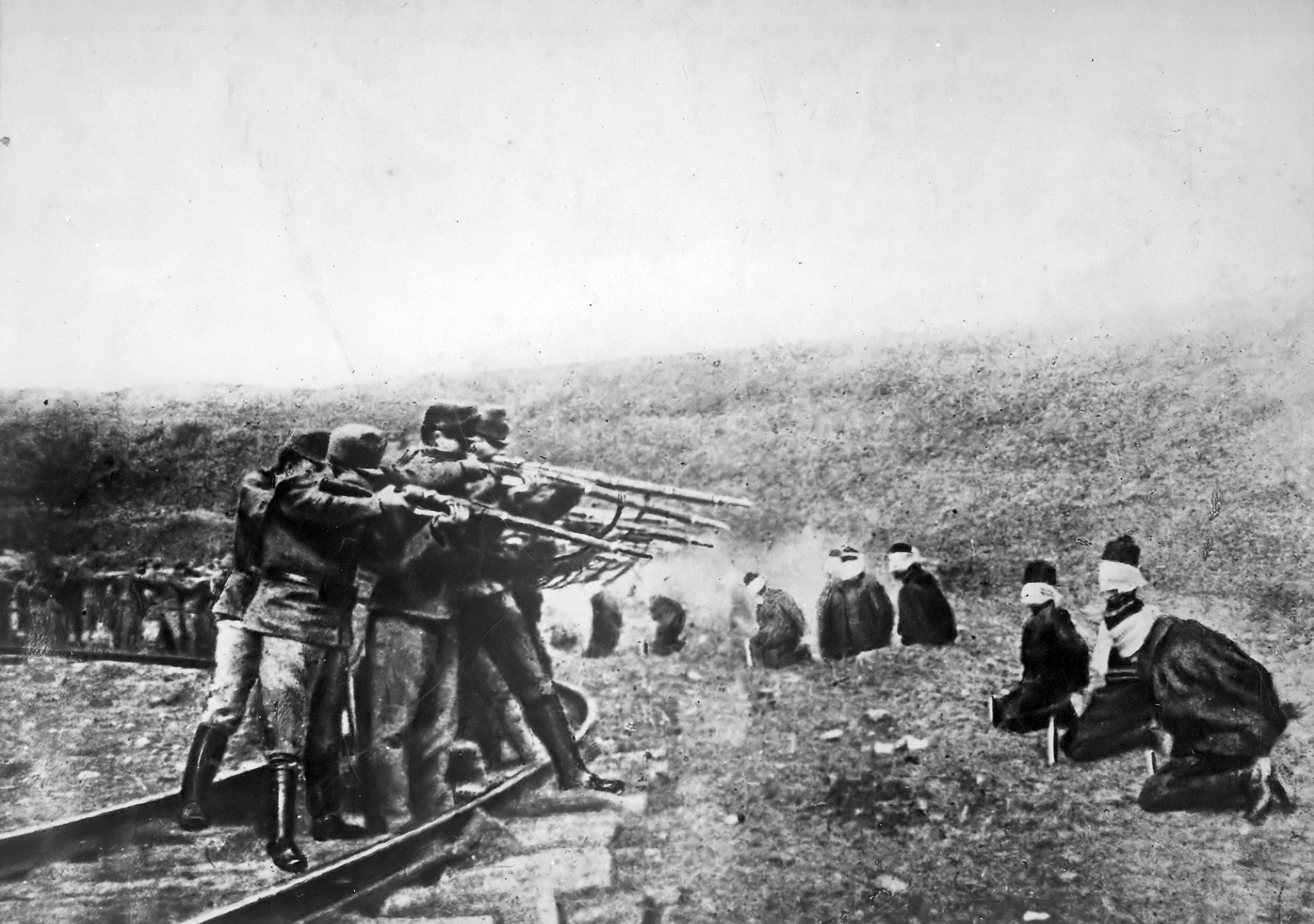
セルビアの民間人を処刑するオーストリア＝ハンガリー二重帝国軍の兵士。1914年。セルビアは第一次世界大戦中に約850,000人の人口を失った。これは戦前の人口の4分の1に相当する。

1912年から1913年にかけて第一次バルカン戦争が勃発し、ブルガリア、セルビア、ギリシャ、そしてモンテネグロは一致してオスマン帝国に対するバルカン同盟を結んでいた。この戦争の結果、オスマン帝国がヨーロッパに未だ保持していた残存領土の大部分が占領され、同盟諸国に分割された。講和交渉の過程で独立したアルバニア人国家の創設が決まったが、アルバニア併合を期待していたセルビアとギリシャはその代償としてマケドニアの領有を要求した。ブルガリアは露土戦争 (1877年-1878年)以来マケドニア領有を追求し、戦時中にこれを占領していたブルガリアはこれに反発した。セルビアとギリシャは秘密同盟を締結してブルガリアを攻撃し、第2次バルカン戦争が開始された。モンテネグロ、ルーマニアもブルガリアを攻撃し、ブルガリア軍は崩壊した。オスマン帝国もこの機会を捉え東トラキアを再占領し新たな西方の境界線を確立した。この線はトルコの国境の一部となっている。
1914年に主にセルビア人とユーゴスラヴの賛同者を中心とする革命組織青年ボスニアのメンバーがオーストリア=ハンガリー二重帝国の皇太子フランツ・フェルディナンドをボスニア・ヘルツェゴビナの首都サラエボで暗殺した時、第一次世界大戦が勃発した。この事件によって両国間の戦争が引き起こされ、当時存在していた二つの同盟関係の鎖を通じて第一次世界大戦に至った。オスマン帝国はすぐに中央同盟国に加わり、この同盟に参加する3つの帝国の1つとなった。翌年にはブルガリアが中央同盟国に加わり、1年にわたりオーストリア=ハンガリー二重帝国との戦いで成功を収めていたセルビアを攻撃した。これはセルビアの敗北と連合国のバルカン諸国への介入に繋がり、連合国は新たな戦線、特にマケドニア戦線を構築するために軍を派遣した。これは第一次世界大戦における第3の戦線となり、東西の戦線と同じくすぐに膠着した。開戦から3年後、ギリシャが協商側に立ってこの大戦に加わり、これは1918年に最終的にドイツ-ブルガリアの共同戦線を崩壊させ、両軍の軍事バランスを変更させることに繋がった。これがブルガリアの大戦からの離脱を引き起こし、更にはオーストリア=ハンガリー二重帝国の崩壊と第一次世界大戦の終結へと繋がった。
第二次世界大戦の開始とともに、ギリシャを例外として全てのバルカン諸国はナチス・ドイツと同盟を結び、二間軍事協定を結ぶか枢軸国の一部として加わった。ファシスト・イタリアはアルバニア保護領をギリシャへの侵攻拠点として利用し、この戦争をバルカンで拡大させた。この攻撃を撃退した後、ギリシャ人は反撃に出てイタリアが保有していたアルバニアに侵入したが、イタリアを助けてナチス・ドイツがバルカンへ介入した。ドイツの侵攻前に、ベオグラードでクーデターが成功し、中立派の軍人が権力を握った。新政府は枢軸国の一員としての義務を全うするというセルビアの意向を再確認したものの、ドイツはブルガリアと共にギリシャとユーゴスラヴィアに侵攻した。セルビア王の臣下とクロアチアの部隊が離反するとユーゴスラビアはたちまち崩壊した。ギリシャは抵抗したが、2ヶ月間戦った後に崩壊し占領された。この両国はブルガリア、ドイツ、イタリアという3つの枢軸国及び、イタリアとドイツの傀儡国家クロアチア独立国によって分割された。
占領下において人々は抑圧と飢餓によって大きな苦難を体験し、これに対して大規模な抵抗運動（レジスタンス）が組織された。その年の初頭の厳冬（これは栄養失調の間で数十万人の死者を出した）は、ドイツのロシア侵攻計画のタイムテーブルを大幅に遅延させ、ドイツの侵攻に重大な影響を及ぼした。この遅れは戦争の経過に重大な影響を及ぼした。
最終的に、1944年の終わりにソビエト軍がルーマニアとブルガリアに入り、ドイツ軍をバルカンから蹴散らした。ドイツ軍による戦時中の搾取の結果として、大部分が荒廃した地域が残された。

#### 冷戦
冷戦の最中、バルカン諸国の大半は共産主義政権によって統治された。ギリシャは最初の冷戦の舞台となった。トルーマン・ドクトリンは1944年から1949年まで荒れ狂ったギリシャ内戦に対するアメリカの反応であった。隣接する諸国（アルバニア、ブルガリア、ユーゴスラビア）の共産主義者の義勇兵によって支援されたギリシャ共産党によって解き放たれたこの内戦は、アメリカに非共産主義ギリシャ政府への大規模な支援を促した。この支援を受けてギリシャはパルチザンを撃破することに成功し、最終的にこの地域におけるただ一つの非共産主義国家として残存した。
しかしながら、共産主義政権下にあるにもかかわらず、ユーゴスラヴィア（1948年）とアルバニア（1961年）はソヴィエト連邦から離反した。ヨシップ・ブロズ・チトー（1892年-1980年）政権下のユーゴスラヴィアは最初に支援を受け、その後ブルガリアと合併するという案を拒否し、むしろ西側との緊密な関係を求め、率先してインドやエジプトと共に非同盟運動を主導することさえした。他方でアルバニアは共産主義中国に引き寄せられ、後に孤立主義を採用した。
唯一の非共産主義国としてギリシャ、トルコは（今なお）NATOの一部としてこの同盟の南東翼を形成している。

#### 冷戦後
1990年代、この地域の国々はユーゴスラビアを除き旧ソビエト圏から自由経済社会へと平和的に移行した。スロベニアとクロアチアが自由選挙を実施し、国民投票で独立が決定された後、旧ユーゴスラヴィア諸国の間の戦争が勃発した。次いでセルビアは連邦の解消は違憲であると宣言し、ユーゴスラビア連邦軍が現状維持を試みたが成功しなかった。スロベニアとクロアチアは1991年7月25日に独立を宣言し、続いて十日間戦争がスロベニアで戦われた。1991年10月までに連邦軍はスロヴェニアとクロアチアから撤退したが、クロアチア独立戦争は継続し、1995年まで続いた。続く10年間の武力紛争の中で次第に他の全ての共和国が独立を宣言していった。一連の紛争で最大の影響を被ったのはボスニアである。長期に渡る戦争の結果、国連が介入と、陸・空からのNATOによるボスニア介入が行われ、ボスニア・ヘルツェゴビナとセルビアのセルビア軍に対して空爆が実施された。

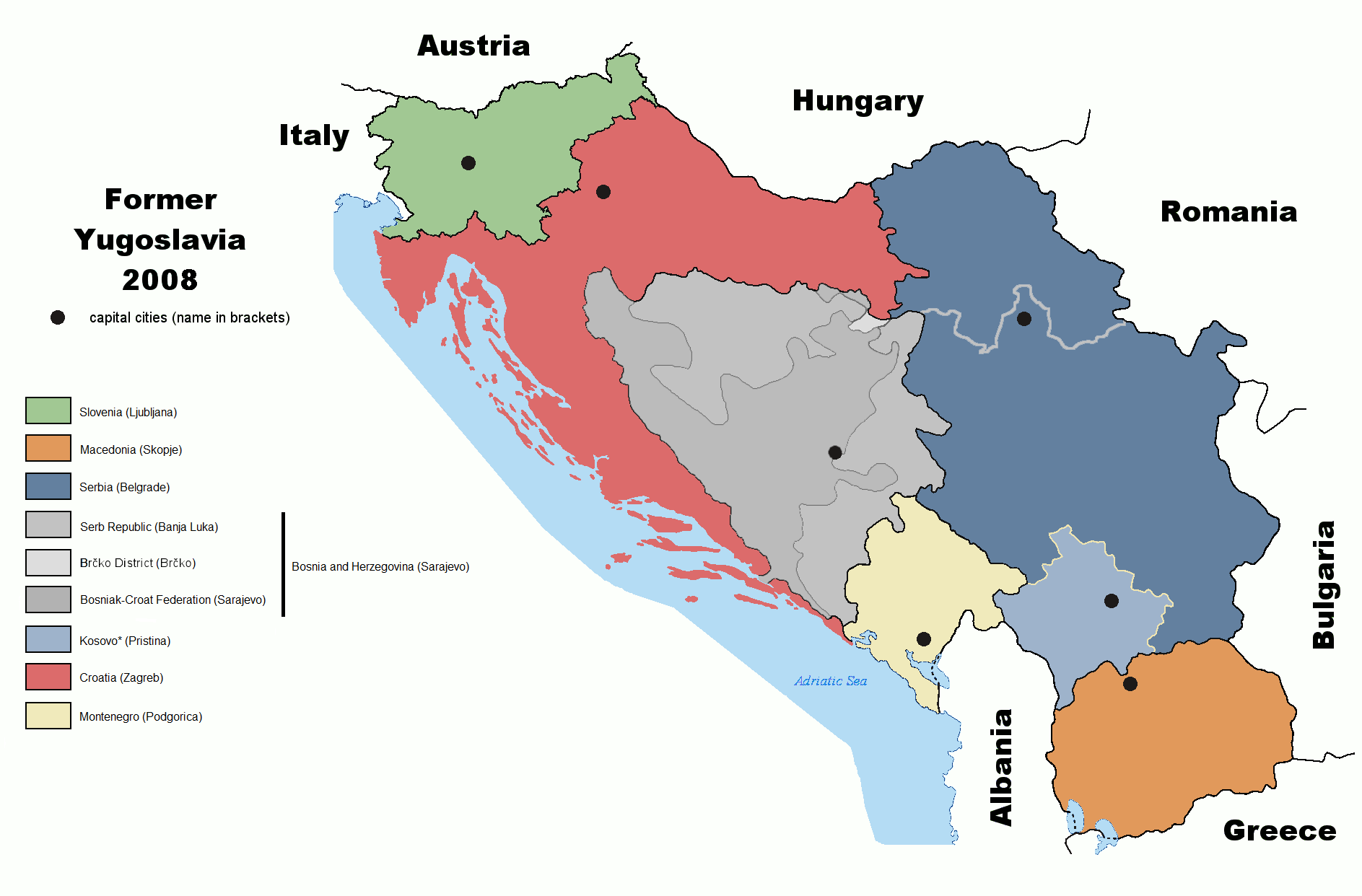
旧ユーゴスラビアの領土に存在する国々。2008年

ユーゴスラヴィアの崩壊により、6つの共和国が主権国家として国際的な承認を得た。これらの国々、スロベニア、クロアチア、ボスニア・ヘルツェゴビナ、マケドニア、モンテネグロ、そしてセルビアは伝統的にバルカン諸国の中に含まれている。2008年、国連の管理下においてコソヴォが独立宣言を行った（セルビアの公式見解ではコソボは今なお同国の自治区である）。2010年7月、国際司法裁判所はこの独立宣言は合法であるという判決を出した。大部分の国連加盟国がコソボを承認している。一連の戦争の終結後、セルビアで革命が起き、セルビア共産党のリーダー、スロボダン・ミロシェヴィッチ（1989から2000年まで大統領を務めた）はユーゴスラビア内戦中の人道に対する罪で国際戦犯法廷に送られ裁判にかけられた。ミロシェヴィッチは判決が下されるより先に、2006年に心臓発作で死亡した。2001年、マケドニア共和国で発生したアルバニア人の蜂起によってセルビアは北マケドニアにおけるアルバニア人の支配地域に自治権を与えることを余儀なくされた。
ユーゴスラビアの崩壊と共に旧連邦構成国であったマケドニア共和国が国際的に承認される際の名称を巡る問題がマケドニア共和国とギリシャの間で浮かび上がった。マケドニア共和国がユーゴスラヴィアの一部（北マケドニアを参照）であったことから、この旧連邦共和国はユーゴスラヴ人意識の下でマケドニア社会主義共和国という名前を持ち、その名前で1991年に独立を宣言した。ギリシャは同一の名前を持つ広大な領土を保持していた（マケドニア (ギリシャ)を参照）。そしてマケドニアという名称はギリシャに帰属することを主張し、また新マケドニア国家が在外マケドニア人の保護規定を憲法に設けたことから、「解決済み」の領土問題や「存在しない」民族問題を提起するものであるという懸念を示し、国家性（nationality）を示す名称としてこれを使用することに反対した。このマケドニア名称論争は長らく膠着状態に陥っていたが、2018年6月12日に国名を北マケドニア共和国とすることでギリシャと合意し、両国の議会承認等を経て2019年2月12日に改名が発効した。
1981年、ギリシャは欧州諸共同体(現在の欧州連合の前身)に加盟した。その後長らくバルカン地域の国々は欧州統合プロセスとは距離があったが、2004年にスロベニアが、2007年にブルガリアとルーマニアが、2013年にクロアチアが欧州連合(EU)に加盟した。2020年5月現在、トルコ、北マケドニア、モンテネグロ、セルビア、アルバニアがEUの正式な加盟候補国として認定されており、ボスニア・ヘルツェゴビナとコソボがEUの潜在的加盟候補国とみなされている。
ギリシャとトルコは共に1952年からNATOの加盟国である。その後、2004年にブルガリア、ルーマニア、スロベニアが、2009年にアルバニアとクロアチアが、2017年にモンテネグロが、2020年に北マケドニアがNATOに加盟した。

## 政治と経済

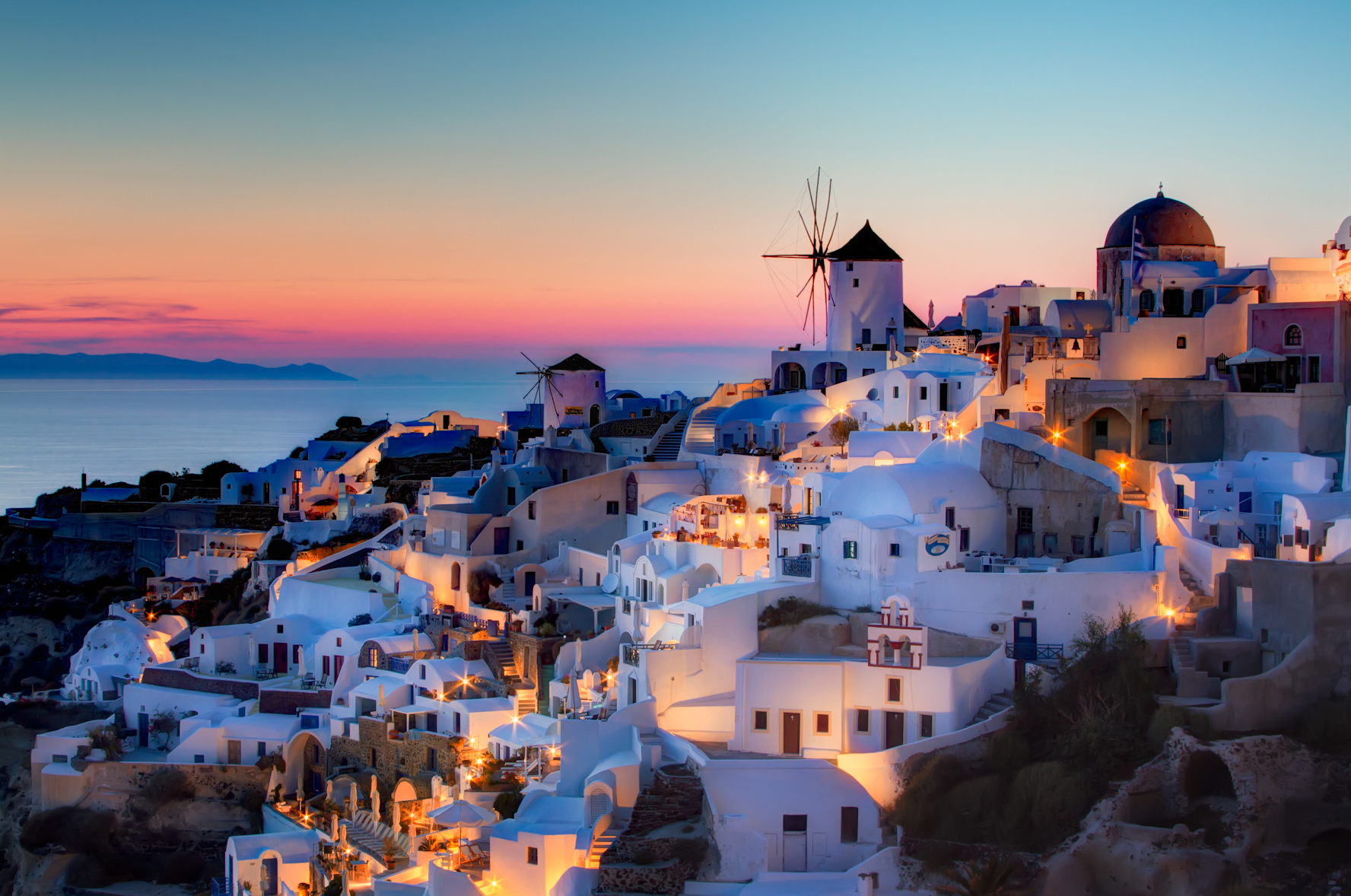
ギリシャサントリーニ島からの眺め。観光はギリシャ経済の重要な構成要素である。

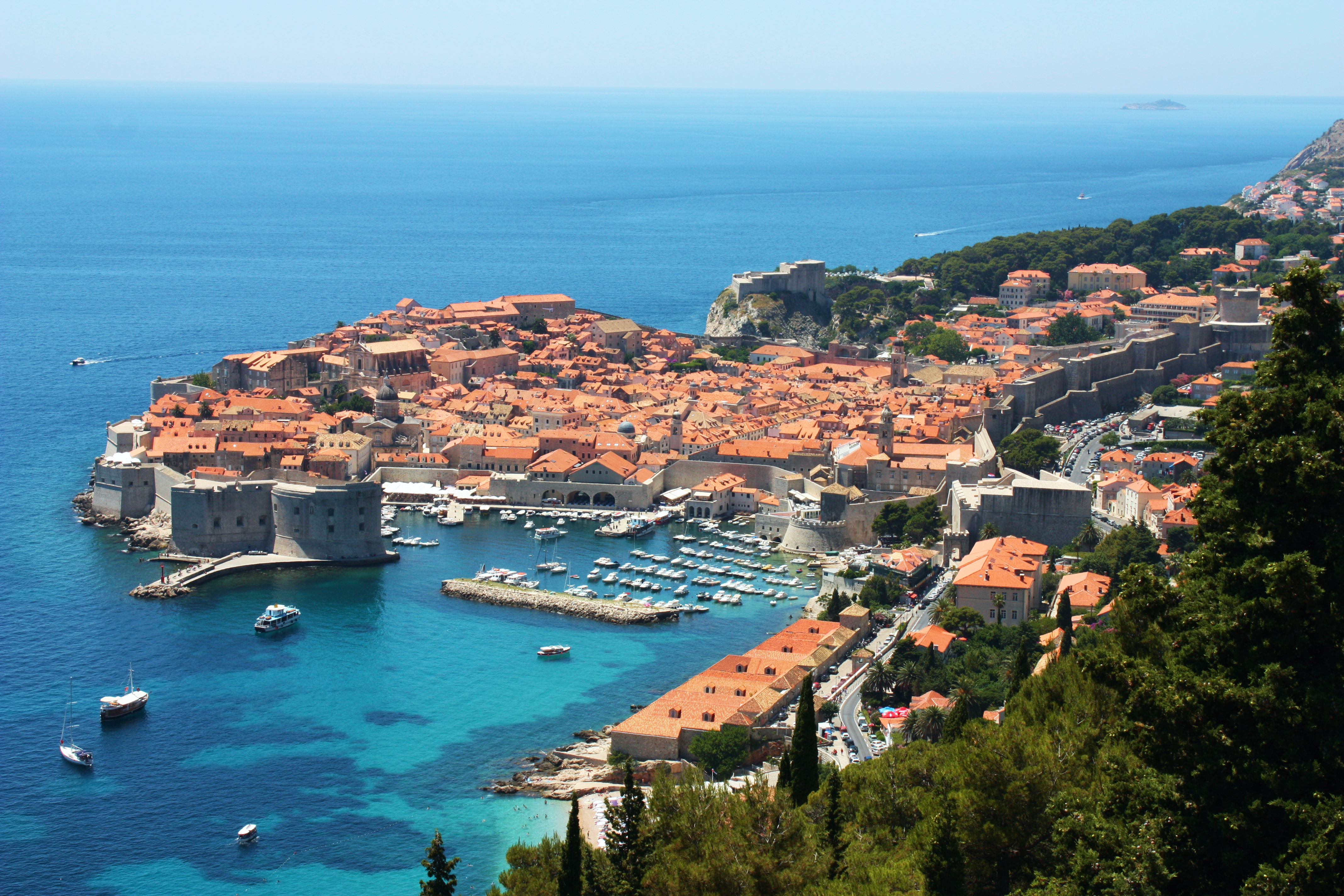
クロアチアのドゥブロブニク。1979年からUNESCOの世界遺産に登録されている。

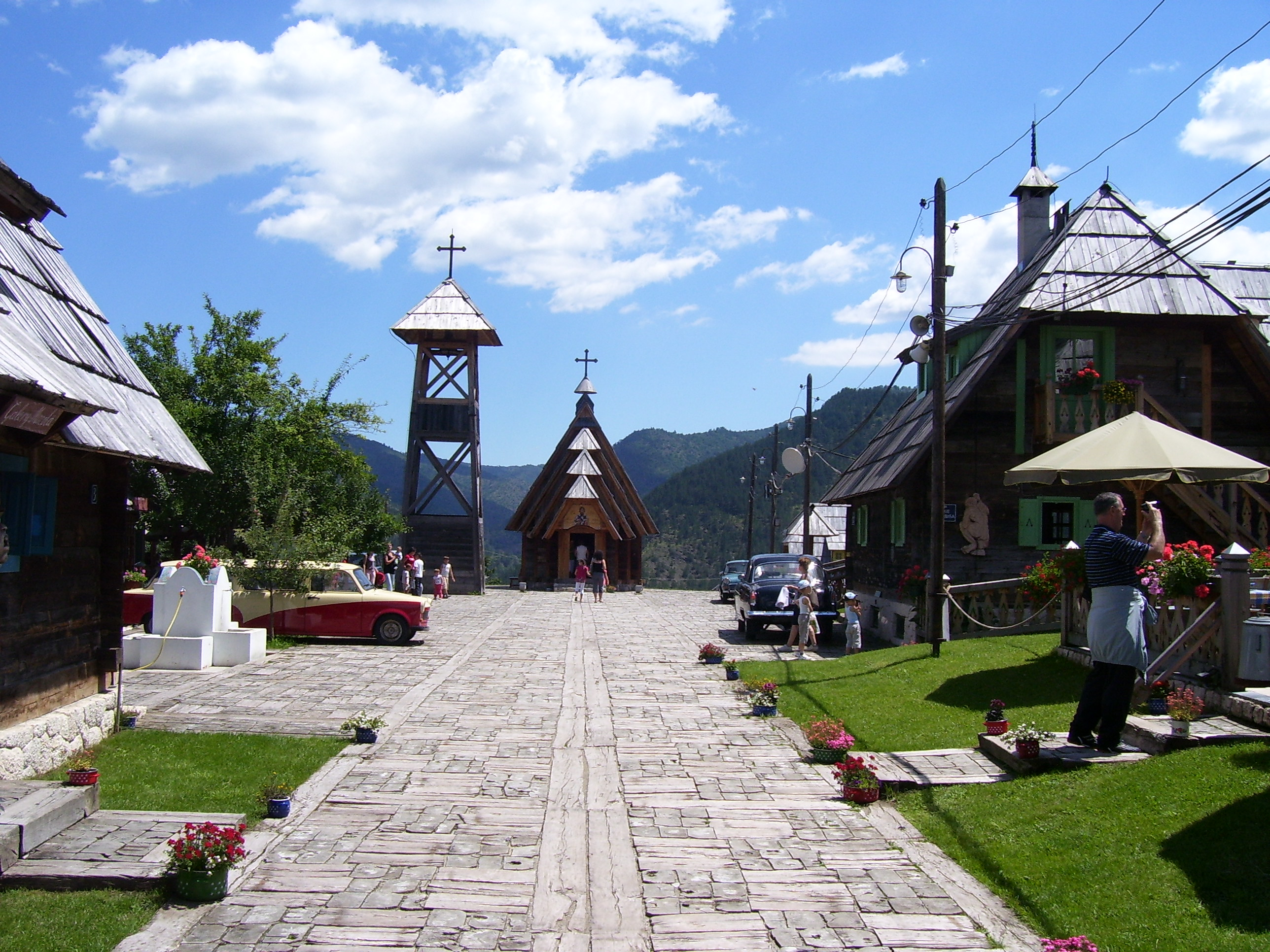
セルビアの民族村（ethno village）ドルヴェングラード（MećavnikまたはKüstendorfとも）は毎年開催されるクストリッツァ映画祭の開催地である。

現在、バルカン諸国は全て共和制国家であるが、第二次世界大戦までは全て君主国であった。大部分の共和国は議会共和制を採用しているが、ルーマニアとボスニアは半大統領制である。全ての国が自由市場経済である。大部分が中堅上位の所得水準（一人当たりGNI4,000-12,000米ドル）にあり、クロアチア、ルーマニア、ギリシャ、スロヴェニアは高所得経済（一人当たりGNI12,000米ドル以上）である。バルカン諸国は人間開発指数がHighに分類されているが、これら4か国はとりわけ人間開発指数（HDI）がVery Highに分類されている。かつて計画経済を採用していた旧東側諸国とトルコは毎年緩やかに経済成長を遂げていたが、2008年の経済危機（リーマン・ショック）は各国の経済に深刻な影響をもたらし、失業率の急上昇、給与の引き下げ、社会経済システムの混乱が生じた。旧社会主義国ではなく、最も経済的に豊かな国の1つであったギリシャもこれを切っ掛けに深刻な経済・財政危機に陥り、EUやIMFによる救済を受けなければならなかった。その後の混乱のために経済の多くの部分が地下経済へと移行し、その規模は2017年現在、同国のGDPの3分の1にも相当するとも言われている。2012年にギリシャ経済だけは縮小に転じた。
一人当たりGDP（購買力平価）はスロヴェニアが最も高く（36,000米ドル以上）、続いてギリシャ（29,000米ドル）、クロアチアとルーマニア（25,000米ドル）、トルコ、ブルガリア、モンテネグロ、セルビア、北マケドニア（10,000-15,000米ドル）、そしてボスニア、アルバニア、コソヴォ（10,000米ドル以下）の順となる。
1990年代にバルカン諸国で共産主義体制による計画経済が終わりを告げた後、それまで表面化していなかった（あるいは隠されていた）貧困問題が噴出した。体制転換による国家機構の問題がこれに拍車をかけた。ブルガリアやルーマニアなどでは平均寿命が短くなり、貧困線以下の経済水準で暮らす人の数は激増した。21世紀に入った後は一般的にバルカン諸国は経済成長を続けており、こうした問題は若干緩和され、平均寿命も延びつつある。しかし、各国の国内の経済格差は大きく、ルーマニアなどではむしろ日々拡大している。
失業率が最も低いのはルーマニア（10%以下）であり、続いてブルガリア、トルコ、アルバニア（10-15%）、ギリシャ（15-20%）、モンテネグロ、セルビア、ボスニア（20-30%）、北マケドニア（30%以上）、そしてコソヴォ（40%以上）となっている。
- 政治的、社会的、そして経済的な分類は以下の通りである。
  - ヨーロッパ連合地域加盟国：ブルガリア、クロアチア、ギリシャ、ルーマニア、スロヴェニア
  - 現在ヨーロッパ連合と加盟交渉中の国（英語版）：モンテネグロ、セルビア、トルコ
- 公式なヨーロッパ連合加盟候補国（英語版）：アルバニア、北マケドニア
  - 潜在的なヨーロッパ連合加盟候補国（英語版）：ボスニア・ヘルツェゴヴィナ、コソヴォ
- 国境管理、および貿易による分類は以下の通りである。
  - シェンゲン圏である地域：ギリシャ、北マケドニア
  - シェンゲン圏に加わることが法的に決定されている地域：ブルガリア、クロアチア、ルーマニア
  - ヨーロッパ連合と関税同盟を結ぶ国：トルコ
  - 中欧自由貿易協定加盟国：アルバニア、ボスニア・ヘルツェゴヴィナ、コソヴォ、北マケドニア、モンテネグロ、セルビア
- 通貨においては以下のように分類される。
  - ユーロ圏：ギリシャ、スロヴェニア
  - ユーロをEUの許可を得ずに使用している地域：コソヴォ、北マケドニア
  - 自国通貨を使用し、ユーロ圏に将来的に加わる（英語版）候補の地域：ブルガリア（レフ）、クロアチア（クーナ）、ルーマニア（レウ）
  - 自国通貨を使用している地域：アルバニア（レク）、ボスニア・ヘルツェゴヴィナ（兌換マルク）、セルビア（ディナール）、北マケドニア（ディナール）、トルコ（リラ）

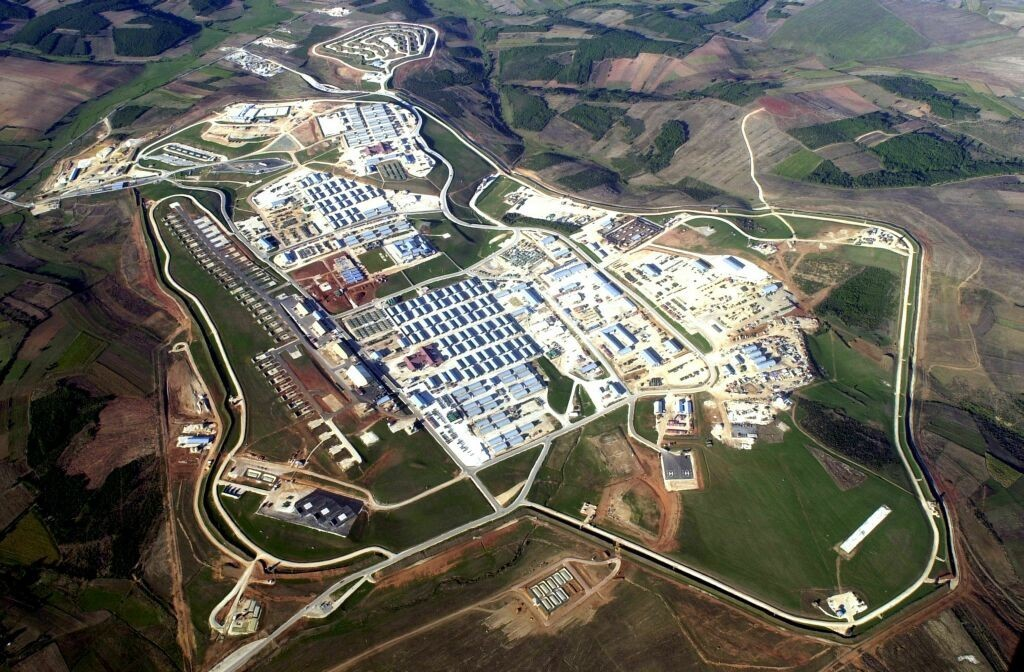
ボンドスティール基地の空中写真。アメリカ陸軍の主要基地でありコソヴォのKFOR（コソヴォ軍）の指揮下にある。

- 軍事的分類は以下の通りである。ボンドスティール基地の空中写真。アメリカ陸軍の主要基地でありコソヴォのKFOR（コソヴォ軍）の指揮下にある。
  - 北大西洋条約機構加盟国（英語版）：アルバニア、ブルガリア、クロアチア、ギリシャ、モンテネグロ、ルーマニア、スロヴェニア、トルコ
  - 北大西洋条約機構との間にIndividual Partnership Action PlanとMembership Action Planを締結し、平和のためのパートナーシップに加盟している地域：ボスニア・ヘルツェゴヴィナ、北マケドニア
  - 平和のためのパートナーシップに加盟している地域：セルビア
- 直近の政治的、社会的、経済的分類。この地域の国々を2つのグループに分けている。
  - 旧共産主義諸国：アルバニア、ボスニア・ヘルツェゴヴィナ、ブルガリア、クロアチア、コソヴォ、北マケドニア、モンテネグロ、ルーマニア、セルビア、スロヴェニア
  - 従来より資本主義体制を取っていた地域：ギリシャ、トルコ
  - 冷戦の間、バルカン諸国は二つのブロックに分かれて争った。ギリシャとトルコは北大西洋条約機構（NATO）に加盟し、ブルガリアとルーマニアはワルシャワ条約機構に加盟していた。一方でユーゴスラヴィアは第三世界を提唱し、非同盟諸国の創設メンバーであった。ユーゴスラヴィア崩壊の後もセルビアとボスニア・ヘルツェゴヴィナは非同盟諸国でオブザーバーの地位を保持していた。

### 地域組織
|  |  |
|  |  |

黒海も参照

## 統計
|                                     | アルバニア       | ボスニア・ヘルツェゴヴィナ                        | ブルガリア               | クロアチア                 | ギリシャ                 | コソヴォ*[a]       | モンテネグロ         | 北マケドニア                       | ルーマニア           | セルビア                 | スロヴェニア                 | トルコ                             |
| ----------------------------------- | ---------------- | ------------------------------------------------- | ------------------------ | -------------------------- | ------------------------ | ------------------ | -------------------- | ---------------------------------- | -------------------- | ------------------------ | ---------------------------- | ---------------------------------- |
| 国旗                                | アルバニアの旗   | ボスニア・ヘルツェゴビナの旗                      | ブルガリアの旗           | クロアチアの旗             | ギリシャの旗             | コソボの旗         | モンテネグロの旗     | 北マケドニアの旗                   | ルーマニアの旗       | セルビアの旗             | スロベニアの旗               | トルコの旗                         |
| 紋章                                |                  |                                                   |                          |                            |                          |                    |                      |                                    |                      |                          |                              |                                    |
| 首都                                | ティラナ         | サライェヴォ                                      | ソフィア                 | ザグレブ                   | アテネ                   | プリシュティナ     | ポドゴリツァ         | スコピエ                           | ブカレスト           | ベオグラード             | リュブリャナ                 | アンカラ                           |
| 独立                                | 1912年11月28日   | 1992年3月3日                                      | 1908年10月5日            | 1991年7月26日              | 1821年3月25日            | 2008年2月17日      | 2006年7月3日         | 1991年10月17日                     | 1878年5月9日         | 1878年7月13日            | 1991年6月25日                | 1923年10月29日                     |
| 現職大統領                          | バイラム・ベガイ | ジェリカ・ツヴィヤノヴィッチ ジェリコ・コムシッチ | ルメン・ラデフ           | ゾラン・ミラノヴィッチ     | カテリナ・サケラロプル   | ヴィヨサ・オスマニ | ヤコフ・ミラトビッチ | ゴルダナ・シルヤノフスカ＝ダフコバ | クラウス・ヨハニス   | アレクサンダル・ヴチッチ | ナターシャ・ピルツ・ムサール | レジェップ・タイイップ・エルドアン |
| 現職首相                            | エディ・ラマ     | ボリヤナ・クリスト                                | ローゼン・ジェリャツコフ | アンドレイ・プレンコビッチ | キリアコス・ミツォタキス | アルビン・クルティ | ミロイコ・スパイッチ | フリスティヤン・ミツコスキ         | マルチェル・チョラク | ミロシュ・ブーチェビッチ | ロベルト・ゴロブ             | 2018年に首相職廃止                 |
| 人口（2019年）                      | 2,862,427        | 3,502,550 (2018)                                  | 7,000,039                | 4,076,246                  | 10,722,287               | 1,795,666          | 622,182              | 2,077,132                          | 19,401,658           | 6,963,764                | 2,080,908                    | 82,003,882                         |
| 面積                                | 28,749 km2       | 51,197 km2                                        | 111,900 km2              | 56,594 km2                 | 131,117 km2              | 10,908 km2         | 13,812 km2           | 25,713 km2                         | 238,391 km2          | 77,474 km2               | 20,273 km2                   | 781,162 km2                        |
| 人口密度                            | 100/km2          | 69/km2                                            | 97/km2                   | 74/km2                     | 82/km2                   | 159/km2            | 45/km2               | 81/km2                             | 83/km2               | 91/km2                   | 102/km2                      | 101/km2                            |
| 水域（%）                           | 4.7%             | 0.02%                                             | 2.22%                    | 1.1%                       | 0.99%                    | 1.00%              | 2.61%                | 1.09%                              | 2.97%                | 0.13%                    | 0.6%                         | 1.3%                               |
| 名目GDP（2018年、単位：10億米ドル） | $12.269          | $16.324                                           | $95.995                  | $57.868                    | $194.594                 | $66.715            | $41.182              | $45.424                            | $181.944             | $42.139                  | $43.791                      | $751                               |
| GDP (PPP) per capita (2018)         | $13,274          | $12,986                                           | $23,207                  | $25,807                    | $29,090                  | $11,505            | $18,261              | $15,977                            | $25,533              | $16,063                  | $36,566                      | $28,270                            |
| ジニ係数（2018年)                   | 29.0             | 33.0                                              | 39.1                     | 29.7                       | 36.7                     | 23.2               | 33.2                 | 43.2                               | 27.3                 | 29.7                     | 25.6                         | 40.0                               |
| HDI（2018年）                       | 0.714 (High)     | 0.750 (High)                                      | 0.813 (Very High)        | 0.831 (Very High)          | 0.870 (Very High)        | 0.786 (High)       | 0.807 (Very High)    | 0.748 (High)                       | 0.802 (Very High)    | 0.776 (High)             | 0.896 (Very High)            | 0.707 (High)                       |
| Internet TLD                        | .al              | .ba                                               | .bg                      | .hr                        | .gr                      | .xk                | .me                  | .mk                                | .ro                  | .rs                      | .si                          | .tr                                |
| Calling code                        | +355             | +387                                              | +359                     | +385                       | +30                      | +383               | +382                 | +389                               | +40                  | +381                     | +386                         | +90                                |

## 人口統計
バルカンにはアルバニア人、アルーマニア人、ブルガリア人、ボスニャク人、クロアチア人、ゴーラ人、ギリシャ人、マケドニア人、モンテネグロ人、セルビア人、スロヴェニア人、ルーマニア人、トルコ人が居住し、さらにロマ人やアッシュカリーのようなその他の民族集団が現在、ある国で少数民族として存在している。
| 国                       | 人口（2018）  | 人口密度/km2 (2018) | 平均寿命（2018） |
| ------------------------ | ------------- | ------------------- | ---------------- |
| アルバニア               | 2,870,324     | 100                 | 78.34歳          |
| ボスニア・ヘルツェゴビナ | 3,502,550     | 69                  | 77.2歳           |
| ブルガリア               | 7,050,034     | 64                  | 79.9歳           |
| クロアチア               | 4,105,493     | 73                  | 76.2歳           |
| ギリシャ                 | 10,768,193    | 82                  | 80.1歳           |
| コソボ*[a]               | 1,798,506     | 165                 | 77.7歳           |
| モンテネグロ             | 622,359       | 45                  | 76.4歳           |
| 北マケドニア             | 2,075,301     | 81                  | 76.2歳           |
| ルーマニア               | 19,523,621    | 82                  | 76.3歳           |
| セルビア                 | 7,001,444     | 90                  | 76.5歳           |
| スロベニア               | 2,066,880     | 102                 | 78.2歳           |
| トルコ                   | 10,201,115[c] | 101                 | 71.1歳           |

### 宗教

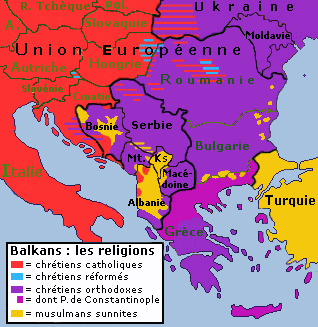
宗教各派の分布地図

バルカンは正教会とイスラーム教、ローマ・カトリックの接点である。正教会はバルカン半島・バルカン地域の最大宗派である。多様な信仰がそれぞれに異なる伝統を実践しており、正教会系の国々は各国が自身の国の教会（national church）を持っている。住民の一部には無宗教を自任するものもいる。
| 正教会が主要な宗教である地域（括弧内は国の教会） | それらの地域の少数派宗教                                                       |
| ------------------------------------------------ | ------------------------------------------------------------------------------ |
| ブルガリア：94%（ブルガリア正教会）              | イスラーム（2%）未申告（22%）                                                  |
| ギリシャ：98%（ギリシャ正教会）                  | イスラーム（1%）、カトリック、その他・未申告                                   |
| モンテネグロ: 72% (セルビア正教会)               | イスラーム（19%）、カトリック（3%）、その他・未申告 (5%)                       |
| 北マケドニア：64%（マケドニア正教会）            | イスラーム（33%）、カトリック                                                  |
| ルーマニア：81%（ルーマニア正教会）              | プロテスタント（6%）、カトリック（5%）、その他・未申告（8%）                   |
| セルビア：84%（セルビア正教会）                  | カトリック（5%）、イスラーム（3%）、プロテスタント（1%）、その他・未申告（6%） |
| カトリックが主要な宗教である地域                 | それらの地域の少数派宗教                                                       |
| カトリック（86%）                                | クロアチアの正教会（4%）、イスラーム（1%）、その他・未申告（7%）               |
| カトリック（57%）                                | イスラーム（2%）、正教会（2%）、その他・未申告（36%）                          |
| イスラーム教が主要な宗教である地域               | それらの地域の少数派宗教                                                       |
| アルバニア（58%）                                | カトリック（10%）、アルバニアの正教会（7%）、その他・未申告（24%）             |
| ボスニア・ヘルツェゴヴィナ (51%)                 | 正教会（31%）、カトリック（15%）、その他・未申告（4%）                         |
| コソヴォ（95%）                                  | カトリック（2%）、正教会（2%）、その他・未申告（1%）                           |
| トルコ（99%）                                    | 正教会                                                                         |

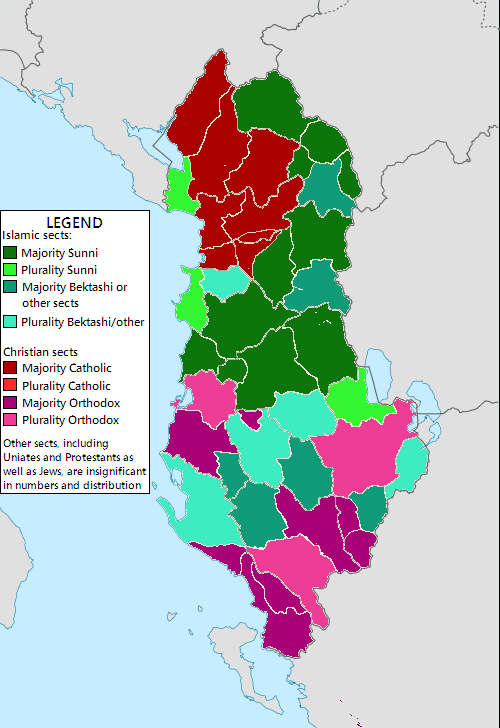
アルバニアにおけるおおよその宗教分布

バルカンにおけるユダヤ人のコミュニティ、特に今日のギリシャ地方のそれはヨーロッパで最も古いもので古代にまで遡る。トランシルヴァニア、クロアチア、スロヴェニアのユダヤ人コミュニティはアシュケナジー（東欧系）のものである。バルカンの多くの地域のユダヤ人はセファルディム（スファラディム、レコンキスタ後のスペインから追放、脱出したユダヤ人に起源を持つ）系である。古くからバルカンに居住しギリシャ語を使用していたユダヤ人たちはロマニオテスと呼ばれたが、彼らの多くはセファルディムに同化した。ボスニア・ヘルツェゴヴィナでは小さく密接に絡み合ったユダヤ人のコミュニティは90%がセファルディムであり、ラディーノ語（Ladino）は今なお高齢者の間で使用されている。サライェヴォにあるセファルディム系ユダヤ人の墓地は独特の形状の墓石を持っており、古代のラディーノ語が刻まれている。セファルディム系ユダヤ人はかつてはテッサロニキで大きな存在感を有しており、1900年までは約80,000人、人口の半分以上がユダヤ人であった。バルカンのユダヤ人コミュニティは第二次世界大戦の間、大きな苦しみを味わい、ホロコーストによって大部分が殺害された。例外はブルガリア系ユダヤ人で、彼らの大部分は強制収容所にユダヤ人を送ることに反対しアドルフ・ヒトラーに抵抗するブルガリア王ボリス3世によって保護された。バルカンのユダヤ人の僅かな生存者たちは（その後）ほとんどが新たに建国されたイスラエルかその他の地域に移住した。今日のバルカン諸国の大部分は重要性のあるユダヤ人少数派はほとんど存在しない。

### 言語

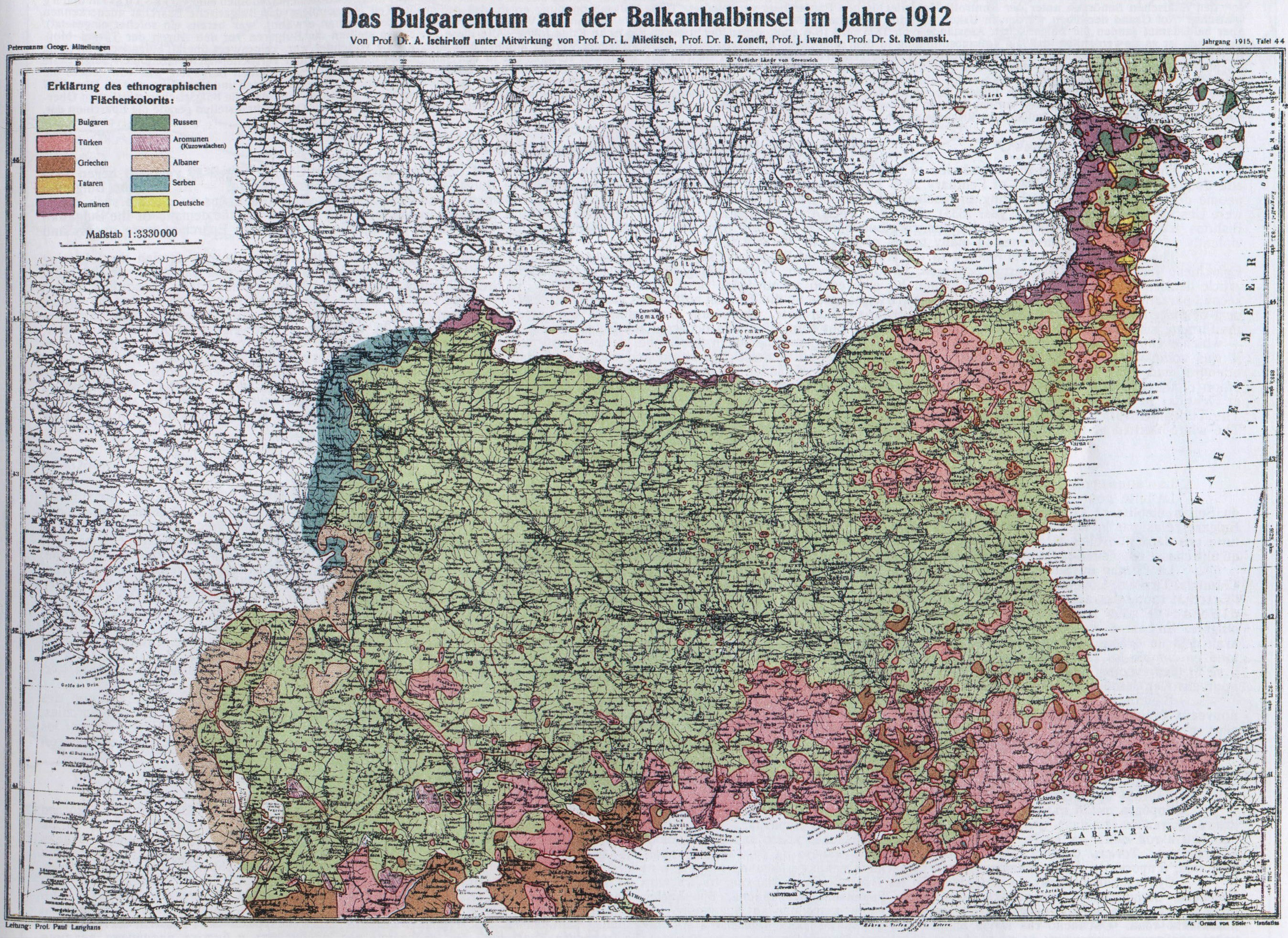
バルカンの民族構成地図（1912）

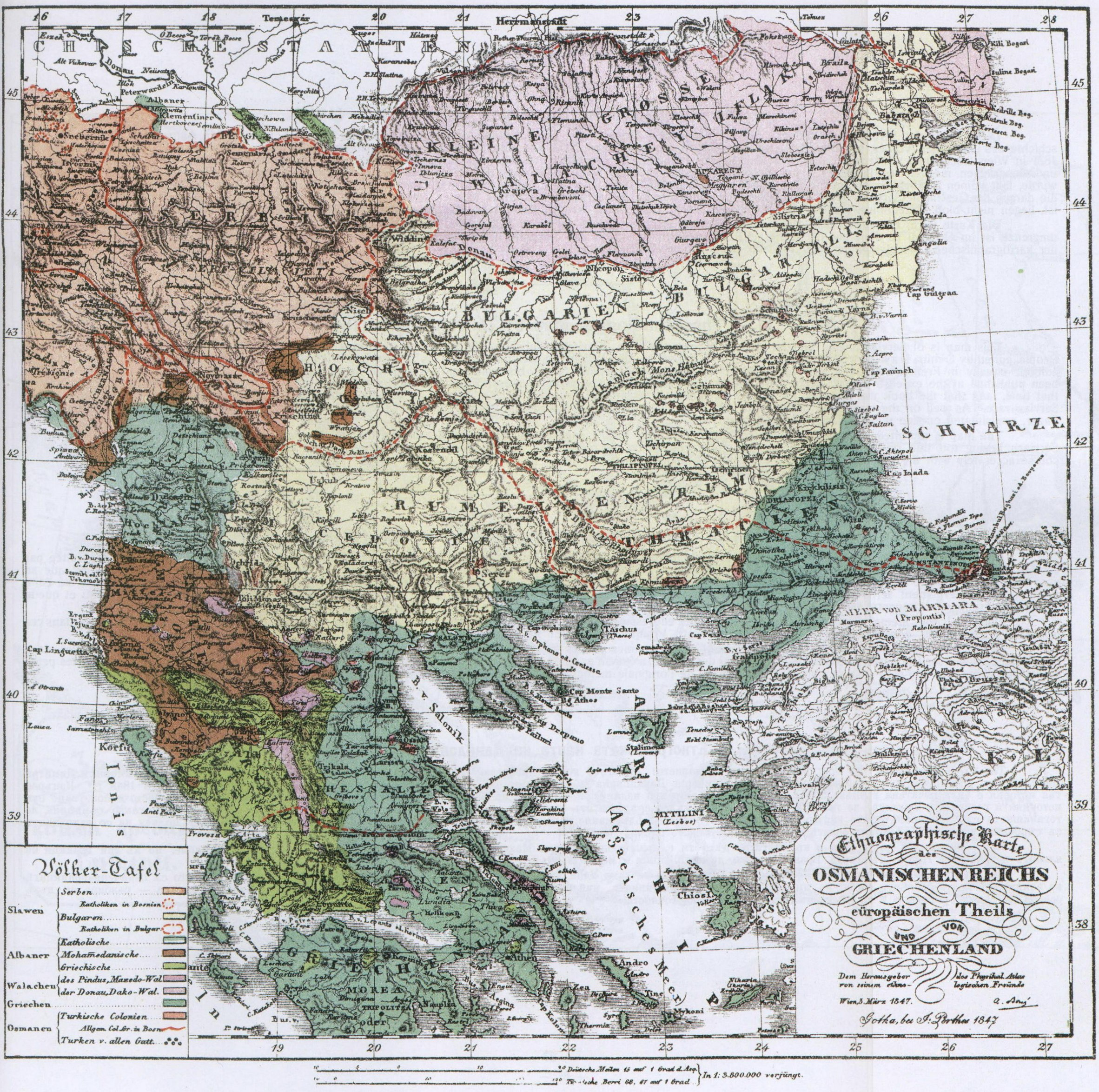
バルカンの民族構成地図（1847）

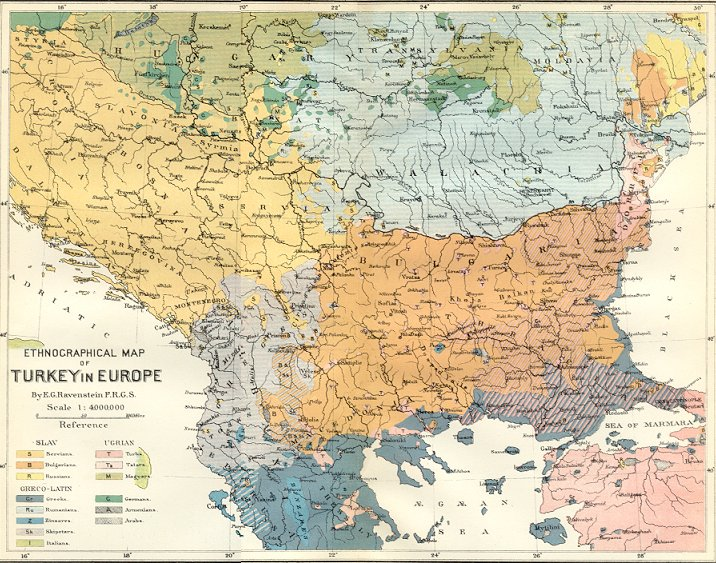
バルカン半島の民族構成地図（1880）

バルカン地方は今日、民族・言語的に非常に多様な地域であり、複数のスラヴ語とロマンス語を話す人々が住み、またアルバニア語、ギリシャ語、トルコ語、更にその他の言語も使用されている。ロマ語はバルカン諸国全体に居住するロマ人の大部分によって使用されている。歴史を通じて、多くの異なる民族的グループが自身の言語を用いてバルカンに居住していた。そうした人々にはトラキア人、イリュリア人、ローマ人、ケルト人、様々なゲルマン人の部族がいた。テュルク系言語を例外として、過去から現在に至る前述の言語群の全てが、より大きな括りではインド・ヨーロッパ語族に属する（テュルク系言語にはトルコ語、ガガウズ語がある）。
| 国                       | 第一言語           | 少数派言語                                                                       |
| ------------------------ | ------------------ | -------------------------------------------------------------------------------- |
| アルバニア               | 98% アルバニア語   | 2% その他                                                                        |
| ボスニア・ヘルツェゴビナ | 53% ボスニア語     | 31% セルビア語、15% クロアチア語、2% その他                                      |
| ブルガリア               | 94% ブルガリア語   | 2% トルコ語、2% ロマ語、1% その他、1% 不明                                       |
| クロアチア               | 96% クロアチア語   | 1% セルビア語、3% その他                                                         |
| ギリシャ                 | 99% ギリシャ語     | 1% その他                                                                        |
| コソボ*[a]               | 94% アルバニア語   | 2% ボスニア語、2% セルビア語、1% トルコ語、1% その他                             |
| モンテネグロ             | 43% セルビア語     | 37% モンテネグロ語（公用語）、5% ボスニア語、5% アルバニア語、5% その他、4% 不明 |
| 北マケドニア             | 67% マケドニア語   | 25% アルバニア語、4% トルコ語、2% ロマ語、1% セルビア語、2% その他               |
| ルーマニア               | 91% ルーマニア語   | 7% ハンガリー語、1% ロマ語                                                       |
| セルビア                 | 88% セルビア語     | 3% ハンガリー語、2% ボスニア語、1% ロマ語、3% その他、2% 不明                    |
| スロベニア               | 91% スロヴェニア語 | 5% セルボ・クロアチア語、4% その他                                               |
| トルコ                   | 81% トルコ語       | 15% クルド語、4% その他・不明                                                    |

### 都市化
バルカンの国々のほとんどは大部分都市化されており、総人口に対する都市人口の比率が最も低い諸国はコソヴォ（40%以下）、ボスニア・ヘルツェゴヴィナ（40%）、スロヴェニア（50%）である。
各国の大都市の一覧:
| 都市             | 国                       | 人口      | 都市圏人口 | 年次 |
| ---------------- | ------------------------ | --------- | ---------- | ---- |
| イスタンブル*    | トルコ                   | 9,000,000 | 10,000,000 | 2018 |
| ブカレスト       | ルーマニア               | 1,887,485 | 2,272,163  | 2018 |
| ソフィア         | ブルガリア               | 1,313,595 | 1,995,950  | 2018 |
| ベオグラード     | セルビア                 | 1,119,696 | 1,659,440  | 2018 |
| ザグレブ         | クロアチア               | 792,875   | 1,113,111  | 2018 |
| アテネ           | ギリシャ                 | 664,046   | 3,753,783  | 2018 |
| スコピエ         | 北マケドニア             | 444,800   | 506,926    | 2018 |
| ティラナ         | アルバニア               | 418,495   | 800,986    | 2018 |
| プロヴディフ     | ブルガリア               | 411,567   | 396,092    | 2018 |
| ヴァルナ         | ブルガリア               | 395,949   | 383,075    | 2018 |
| テッサロニキ     | ギリシャ                 | 325,182   | 1,012,297  | 2018 |
| クルジュ＝ナポカ | ルーマニア               | 324,576   | 411,379    | 2018 |
| ティミショアラ   | ルーマニア               | 319,279   | 356,443    | 2018 |
| ヤシ             | ルーマニア               | 290,422   | 382,484    | 2018 |
| コンスタンツァ   | ルーマニア               | 283,872   | 425,916    | 2018 |
| リュブリャナ     | スロベニア               | 279,756   | 279,756    | 2018 |
| ノヴィ・サド     | セルビア                 | 277,522   | 341,625    | 2018 |
| サライェヴォ     | ボスニア・ヘルツェゴビナ | 275.524   | 413,593    | 2018 |
| クラヨーヴァ     | ルーマニア               | 269,506   | 420,000    | 2018 |
| チョルル         | トルコ                   | 253,500   | 273,362    | 2018 |
| ブラショヴ       | ルーマニア               | 253,200   | 369,896    | 2018 |

* イスタンブルのヨーロッパ部分だけがバルカンに属する。イスタンブルの人口15,987,888人のうち3分の2がヨーロッパ部に居住している。

## タイムゾーン
バルカンのタイムゾーンは以下の通りに定められている。
- UTC+01:00: アルバニア、ボスニア・ヘルツェゴビナ、クロアチア、コソボ、北マケドニア、モンテネグロ、セルビア、スロベニア
- UTC+02:00: ブルガリア、ギリシャ、ルーマニア、トルコ

## 文化
- バルカン半島の料理（英語版）
- バルカン半島の音楽